# Liste der Biografien/Moll
Liste der Biografien |
Portal Biografien |
Personensuche
# |
A |
B |
C |
D |
E |
F |
G |
H |
I |
J |
K |
L |
M |
N |
O |
P |
Q |
R |
S |
T |
U |
V |
W |
X |
Y |
Z |
?
 
Ma |
Mb |
Mc |
Md |
Me |
Mf |
Mg |
Mh |
Mi |
Mj |
Mk |
Ml |
Mm |
Mn |
Mo |
Mp |
Mq |
Mr |
Ms |
Mt |
Mu |
Mv |
Mw |
Mx |
My |
Mz
 
Moa |
Mob |
Moc |
Mod |
Moe |
Mof |
Mog |
Moh |
Moi |
Moj |
Mok |
Mol |
Mom |
Mon |
Moo |
Mop |
Moq |
Mor |
Mos |
Mot |
Mou |
Mov |
Mow |
Mox |
Moy |
Moz
 
Mola |
Molb |
Molc |
Mold |
Mole |
Molf |
Molg |
Molh |
Moli |
Molj |
Molk |
Moll |
Molm |
Moln |
Molo |
Mols |
Molt |
Molu |
Molv |
Molw |
Moly |
Molz
Die Liste der Biografien führt alle Personen auf, die in der deutschsprachigen Wikipedia einen Artikel haben. Dieses ist eine Teilliste mit 712 Einträgen von Personen, deren Namen mit den Buchstaben „Moll“ beginnt.

## Moll
- Moll i Casasnovas, Francesc de Borja (1903–1991), menorquinischer Sprachwissenschaftler, Philologe, Romanist und Katalanist
- Moll i Marquès, Josep (1934–2007), spanischer Politiker und Journalist
- Moll, Albert (1817–1895), württembergischer Arzt und Medizinhistoriker
- Moll, Albert (1862–1939), deutscher Arzt, Psychiater und Sexualwissenschaftler
- Moll, Alfred (1869–1949), Schweizer Politiker (FDP)
- Moll, Amanda (* 2005), US-amerikanische Leichtathletin
- Moll, Anna Linn (* 2006), deutsche Tennisspielerin
- Moll, Anne (* 1966), deutsche Schauspielerin, Hörspiel- und SynchronsprecherinAnne Moll (* 1966)

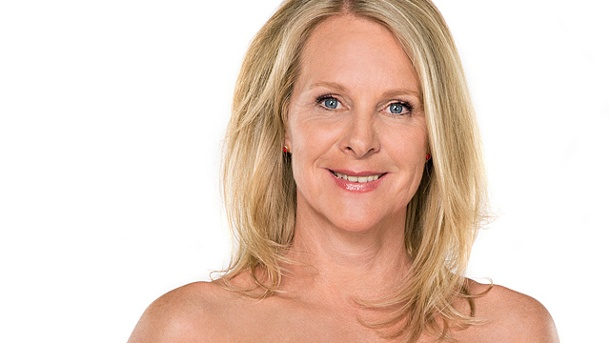
Anne Moll (* 1966)

- Moll, Anne (* 2005), deutsche Fußballspielerin
- Moll, August (1822–1886), österreichischer Apotheker und k.u.k. Hoflieferant
- Moll, Balthasar Ferdinand (1717–1785), österreichischer Bildhauer
- Moll, Bernhard Albrecht (1743–1788), deutsch-amerikanischer Zeichner und Botaniker
- Moll, Billy (1905–1968), US-amerikanischer Liedtexter und Songwriter
- Moll, Bruno (1885–1968), deutscher Finanzwissenschaftler
- Moll, Bruno (* 1948), Schweizer Dokumentarfilmer
- Moll, Carl (1861–1945), österreichischer Maler des Jugendstils
- Moll, Carmen-Dorothé, deutsche Schauspielerin
- Moll, Christian Hieronymus (* 1750), österreichischer Theaterdirektor und Autor
- Moll, Claudia (* 1968), deutsche Politikerin (SPD), MdBClaudia Moll (* 1968)

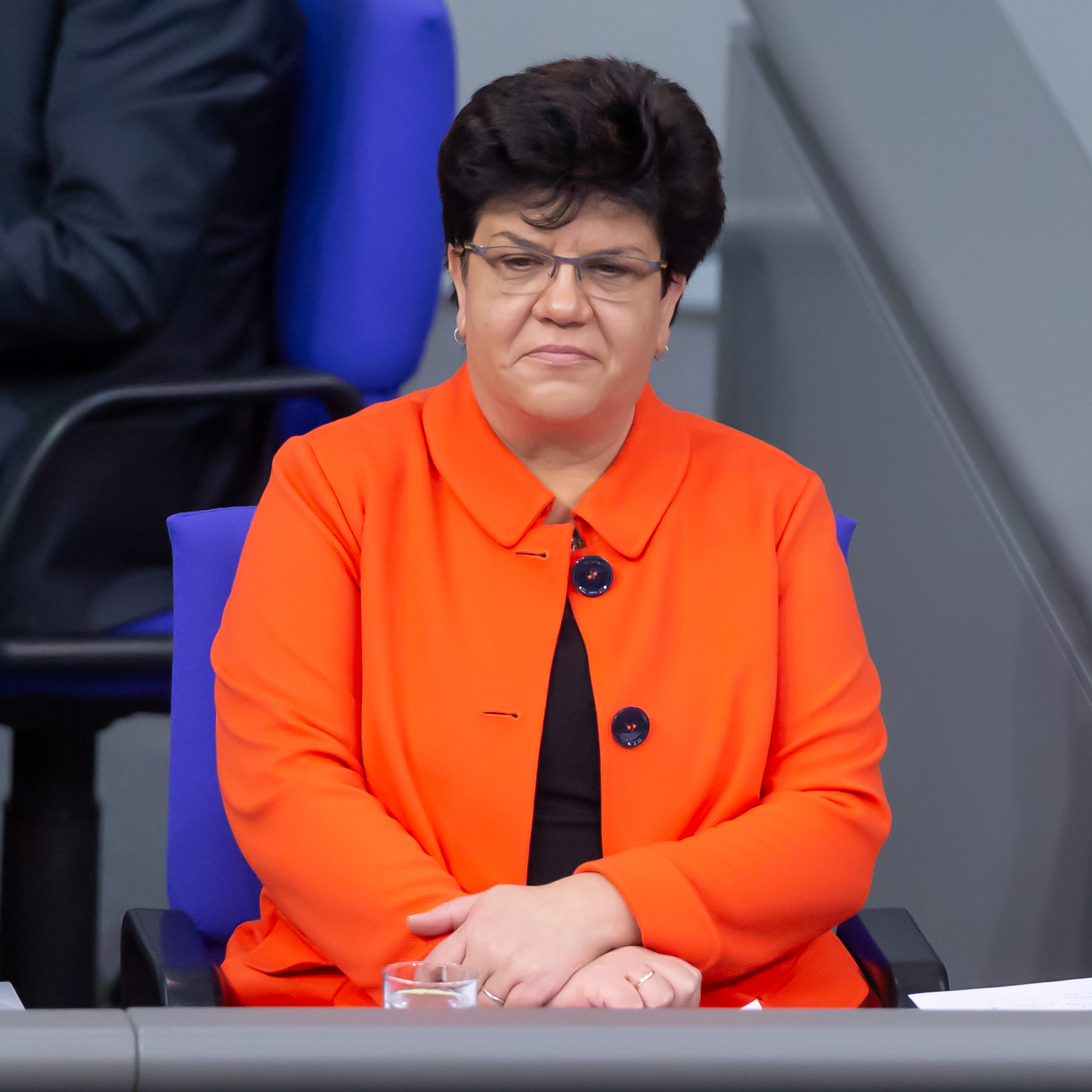
Claudia Moll (* 1968)

- Moll, Clemens (* 1980), deutscher Politiker (CDU)
- Moll, Dagoberto (* 1927), uruguayischer Fußballspieler und -trainer
- Moll, Dominik (* 1962), französischer Filmregisseur
- Moll, Eduard (1814–1896), deutscher Politiker, Oberbürgermeister von Mannheim
- Moll, Eduard (1849–1933), deutscher Altphilologe und Schulleiter
- Moll, Ewald, preußischer Verwaltungsbeamter und Landrat
- Moll, Florian (* 1991), deutscher Schwimmer
- Moll, Frank-Thorsten (* 1977), deutscher Kunsthistoriker, Kunstwissenschaftler, Kurator und Museumsdirektor
- Moll, Friedrich (1930–2024), deutscher Apotheker, Lebensmittelchemiker und Hochschullehrer
- Moll, Friedrich (1948–2018), deutscher Journalist und Fernsehmoderator
- Moll, Gerard (1785–1838), niederländischer Hochschullehrer, Professor für Mathematik, Astronomie und Physik
- Moll, Gerhard (1920–1986), deutscher Maler
- Moll, Gerhard (1933–2015), deutscher Lokomotivführer und Autor
- Moll, Giorgia (* 1938), italienische Schauspielerin und Sängerin
- Moll, Gunther (* 1957), deutscher Kinderpsychiater, Buchautor und Kommunalpolitiker
- Moll, Guy (1910–1934), französischer Automobilrennfahrer
- Moll, Hana (* 2005), US-amerikanische Stabhochspringerin
- Moll, Hans Heinrich (1913–2008), deutscher Ingenieur und Manager
- Moll, Hans-Michael (1935–1986), deutscher Jurist und Politiker (CDU)
- Möll, Heinrich (* 1879), deutscher Architekt
- Moll, Heinz (1899–1987), deutscher Architekt der Postbauschule und Bauunternehmer
- Moll, Heinz (1928–2008), Schweizer Politiker (FDP)
- Moll, Helmut (* 1944), deutscher Theologe und KirchenhistorikerHelmut Moll (* 1944)

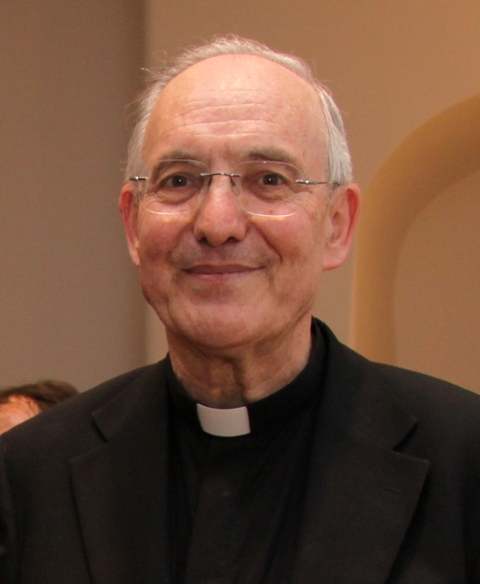
Helmut Moll (* 1944)

- Moll, Herbert (1916–2002), deutscher Fußballspieler
- Moll, Herman (1654–1732), Kupferstecher, Kartograf, Verleger
- Moll, Jakob (1537–1628), Bürgermeister der Freien Reichsstadt Aachen
- Moll, James (* 1963), US-amerikanischer Filmregisseur und Filmproduzent
- Moll, Jan (1912–1990), polnischer Chirurg und Herzchirurg sowie Hochschullehrer
- Moll, Jochen (1928–2012), deutscher Fotograf
- Moll, Johann Carl (1748–1831), braunschweigischer Stadtkommandant
- Moll, Johann Paul Carl von (1735–1812), deutsch-österreichischer Paläontologe
- Moll, Johann Peter (1703–1767), deutscher Baumeister des Barock
- Moll, John Lewis (1921–2011), US-amerikanischer Elektroingenieur
- Moll, Josef (1908–1989), deutscher Militär, Generalleutnant der Bundeswehr und Inspekteur des HeeresJosef Moll (1908–1989)

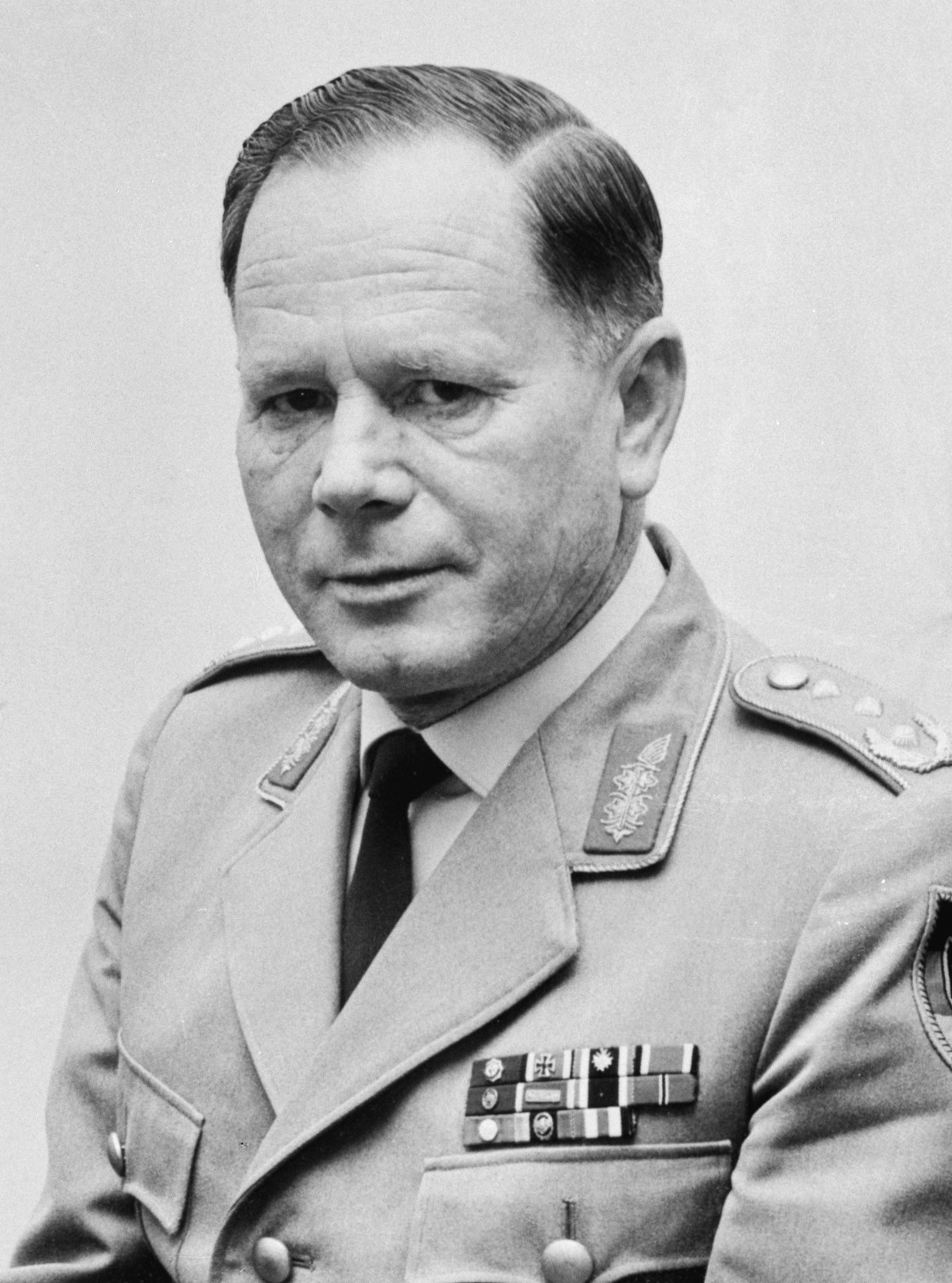
Josef Moll (1908–1989)

- Moll, Jürgen (1939–1968), deutscher Fußballspieler
- Moll, Karl (1884–1936), deutscher Kommunalpolitiker und Bürgermeister von Meersburg am Bodensee
- Moll, Karl Bernhard (1806–1878), deutscher evangelischer Theologe
- Moll, Karl Heinz (1924–1982), deutscher Tierfotograf, Schriftsteller, Naturschützer und Umweltpädagoge
- Moll, Karl von (1760–1838), deutscher Naturforscher und Staatsmann
- Moll, Kurt (1938–2017), deutscher Opernsänger (Bass)
- Moll, Leonhard (1870–1945), deutscher Bauunternehmer
- Moll, Marg (1884–1977), deutsche Bildhauerin, Malerin und Autorin
- Moll, Martin (* 1961), österreichischer Historiker und Universitätsdozent
- Möll, Martin (1972–2019), Schweizer Fotograf
- Moll, Matthias (1901–1958), deutscher Politiker (SPD), MdL
- Moll, Maximilian (* 1967), deutscher Regisseur, Produzent, Drehbuchautor, Videokünstler
- Moll, Maximilien Joseph (1813–1849), deutscher Uhrmacher und Revolutionär
- Moll, Michael (* 1974), deutscher Autor
- Moll, Nikolaus (1676–1754), österreichischer Barockbildhauer
- Moll, Nikolaus (1879–1948), deutscher Priester und Pädagoge
- Moll, Oskar (1875–1947), deutscher MalerOskar Moll (1875–1947)

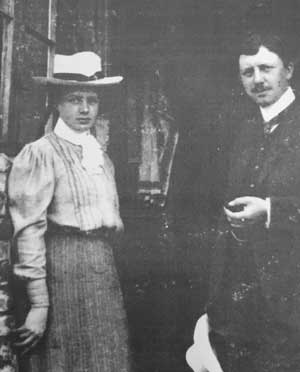
Oskar Moll (1875–1947)

- Moll, Otto (1882–1968), deutscher Philologe
- Moll, Otto (1915–1946), deutscher SS-Hauptscharführer und Chef der Krematorien in Auschwitz-Birkenau
- Moll, Paul von (1824–1896), belgischer Benediktiner, Priester der Abtei Dendermonde
- Moll, Petra (1921–1989), deutsche Kunstmalerin
- Moll, Quirin (* 1991), deutscher Fußballspieler
- Moll, Ralf (* 1966), deutscher Ökotrophologe und Buchautor
- Möll, Richard (1927–2013), deutscher Sportlehrer und Sportfunktionär
- Moll, Richard (1943–2023), US-amerikanischer SchauspielerRichard Moll (1943–2023)

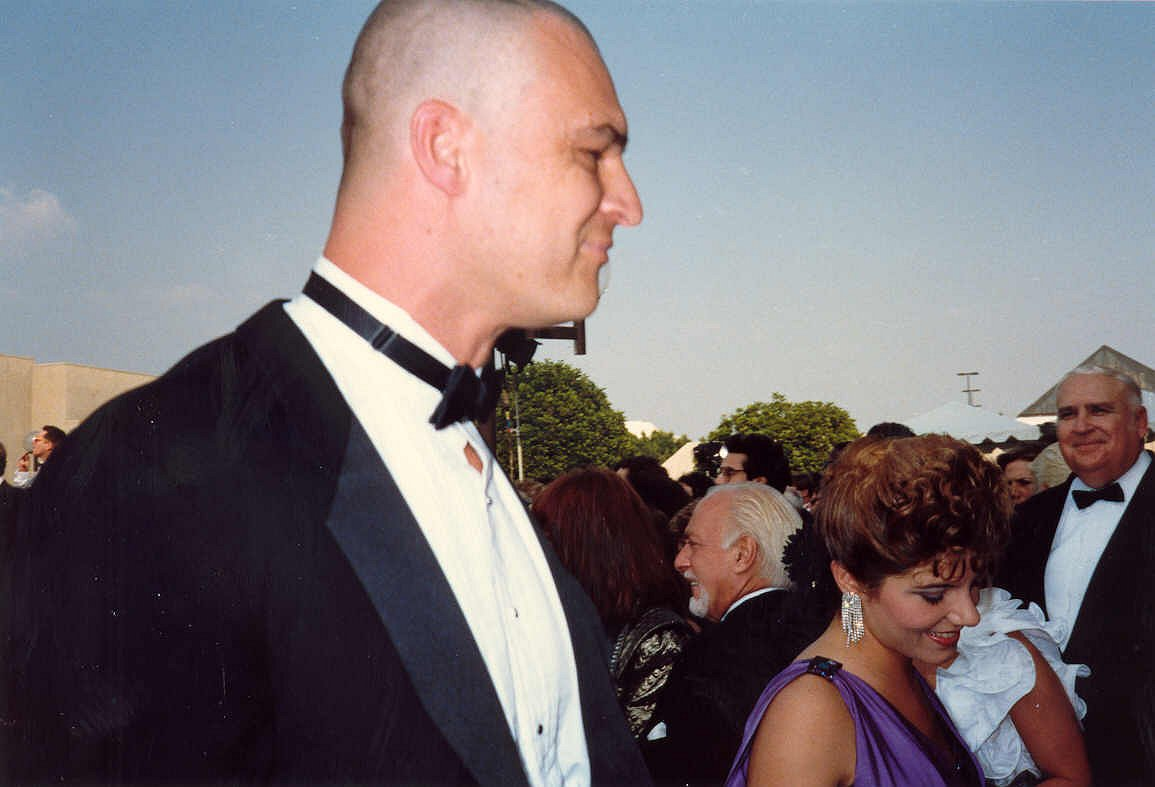
Richard Moll (1943–2023)

- Moll, Sebastian (* 1964), deutsch-amerikanischer Journalist und Buchautor
- Moll, Sebastian (* 1980), deutscher evangelischer Theologe und Autor
- Moll, Stefan (* 1970), deutscher Schlagersänger
- Moll, Susanne (* 1987), österreichische Snowboarderin
- Moll, Therese (1934–1961), Schweizer Grafikdesignerin
- Moll, Udo (1966–2023), deutscher Jazzmusiker und Improvisator
- Moll, Victor (* 1956), US-amerikanischer Mathematiker
- Moll, Walter (1876–1927), preußischer Verwaltungsjurist, Landrat und Ministerialrat

### Molla
- Molla, Abdul Quader (1948–2013), bangladeschischer Politiker der Bangladesh Jamaat-e-Islami, als Kriegsverbrecher hingerichtet
- Molla, Birtukan (* 2005), äthiopische Langstreckenläuferin
- Molla, Getaneh (* 1994), äthiopischer Leichtathlet
- Molla, Gianna Beretta (1922–1962), italienische Kinderärztin und Heilige der römisch-katholischen Kirche
- Mollà, Jordi (* 1968), spanischer Schauspieler und RegisseurJordi Mollà (* 1968)

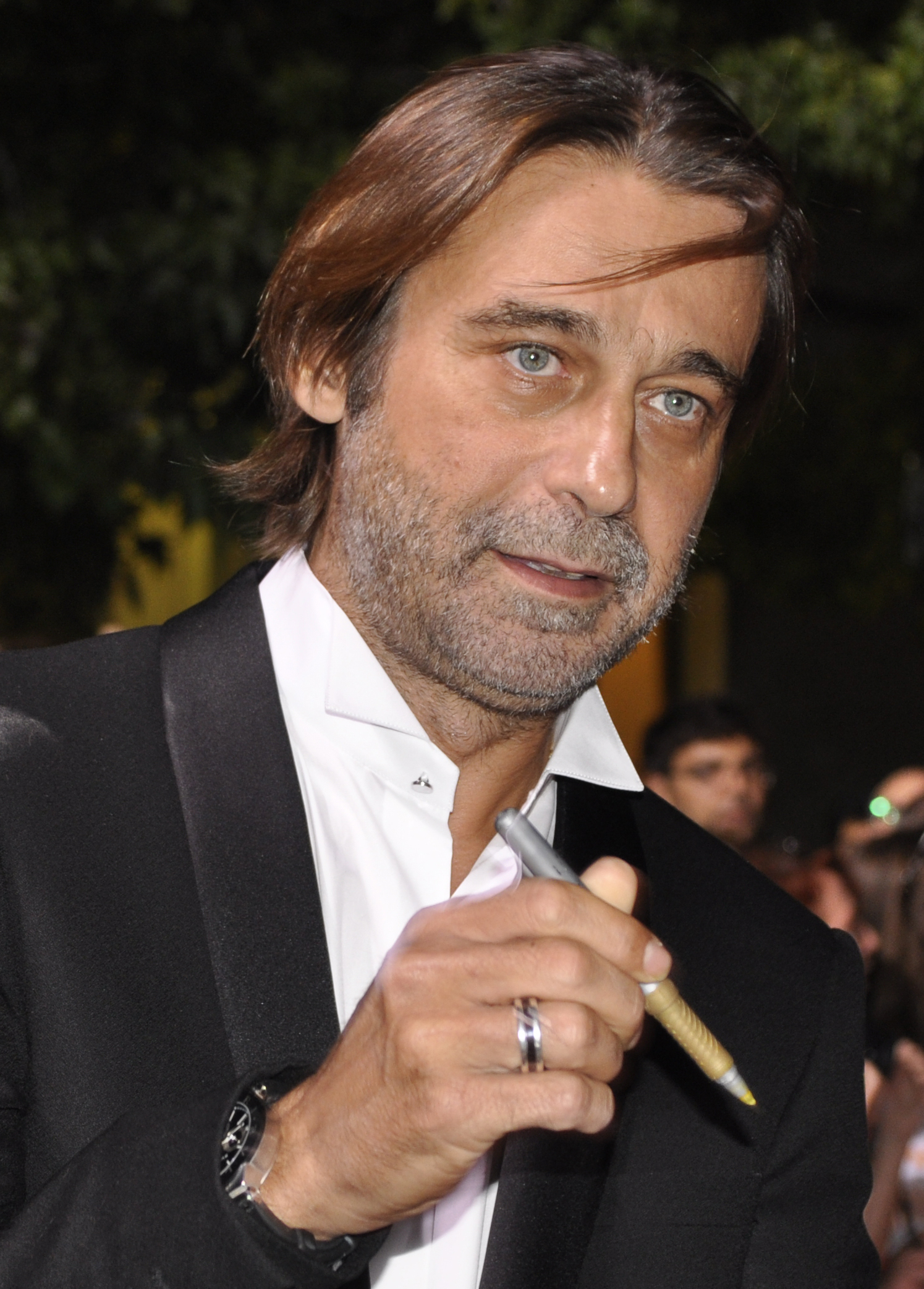
Jordi Mollà (* 1968)

- Molla, Rahamatulla (* 1987), indischer Sprinter
- Molla, Solomon (* 1987), äthiopischer Marathonläufer
- Mollaei, Saeid (* 1992), iranischer Judoka
- Mollaghan, José Luis (1946–2025), argentinischer, römisch-katholischer Geistlicher, Kurienerzbischof in der Kongregation für die Glaubenslehre
- Mollaghasemi, Hossein (1933–2022), iranischer Ringer
- Mollaghasemi, Mahmoud (* 1929), iranischer Ringer
- Molland, Joey (1947–2025), britischer Rockmusiker
- Mollandin, Andreas (* 1964), deutscher Hockeyspieler
- Mollaoğlu, Ahmet Muhtar (1870–1934), türkischer Diplomat, Politiker, Außenminister
- Mollard, Didier (* 1969), französischer Skispringer
- Mollard, Ernst von, österreichischer Adliger und Obersthofmarschall
- Mollard, Georges (1902–1986), französischer Segler
- Mollaret, Pierre (1898–1987), französischer Neurologe und Infektiologe
- Mollari, Mario Miguel (1930–2010), argentinischer Maler
- Mollat, Guillaume (1877–1968), französischer Prälat und Kirchenhistoriker
- Mollath, Gustl (* 1956), deutscher Selbstständiger und Justizopfer
- Mollath, Jacob Ludwig (1888–1966), deutscher Kaufmann und Politiker (WP), MdR
- Mollath, Stefan (* 1994), deutscher Handballspieler

### Mollb
- Mollberg, Rauni (1929–2007), finnischer Filmregisseur

### Molle
- Molle, Daniela (* 1971), deutsche Ruderin
- Molle, John (1876–1921), US-amerikanischer Schreibmaschinen-Konstrukteur
- Molle, Robert (* 1962), kanadischer Ringer, Canadian-Football-Spieler und Ringertrainer

#### Molleb
- Møllebro Pedersen, Camilla (* 1984), dänische Radrennfahrerin

#### Mollee
- Mollee, Guus (* 2002), niederländischer Ruderer

#### Molleh
- Möllehave, Herdis (1936–2001), dänische Sozialarbeiterin und Autorin

#### Mollej
- Mollejo, Víctor (* 2001), spanischer Fußballspieler

#### Mollek
- Mölleken, Friedrich (1895–1971), deutscher Politiker der CDU
- Mölleken, Patrick (* 1993), deutscher Schauspieler und SynchronsprecherPatrick Mölleken (* 1993)

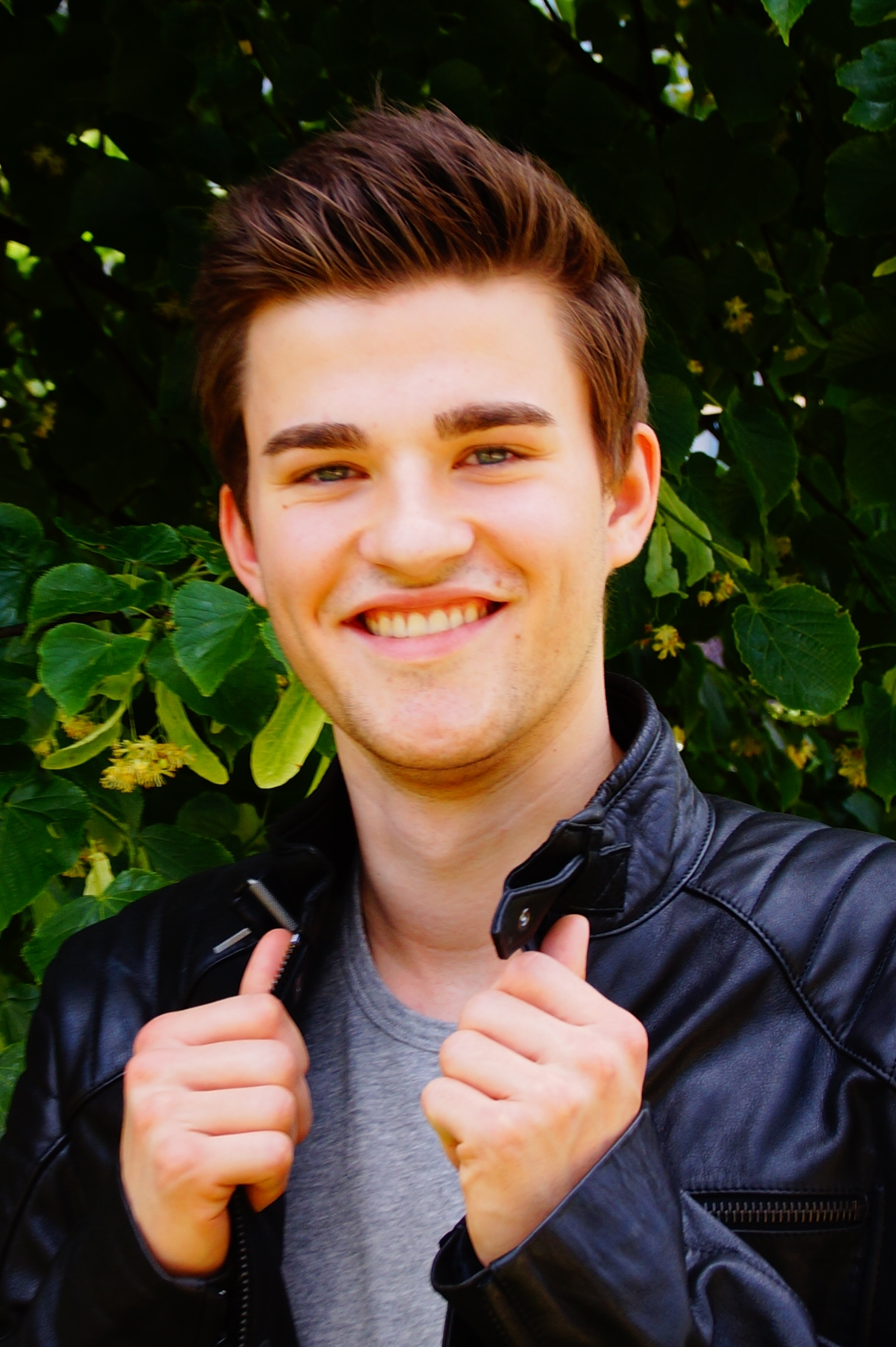
Patrick Mölleken (* 1993)

- Mollekens, Kurt (* 1973), belgischer Unternehmer und Autorennfahrer
- Molleker, Rudi (* 2000), deutscher Tennisspieler

#### Mollem
- Mollema, Bauke (* 1986), niederländischer Radrennfahrer
- Molleman, Henk (1935–2005), niederländischer Politiker
- Möllemann, Jürgen (1945–2003), deutscher Politiker (FDP), MdL, MdBJürgen Möllemann (1945–2003)

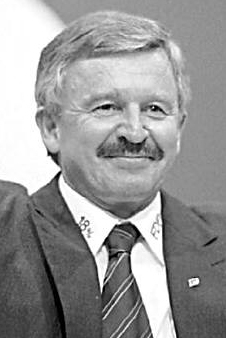
Jürgen Möllemann (1945–2003)

- Möllemann, Stephan, deutscher Buchdrucker

#### Mollen
- Mollen, Jenny (* 1979), US-amerikanische Schauspielerin
- Mollenauer, Linn F. (1937–2021), US-amerikanischer Physiker
- Möllenbeck, Anja (* 1972), deutsche Diskuswerferin
- Mollenbeck, Anton Heinrich (1622–1693), deutscher Rechtswissenschaftler und Hochschullehrer
- Mollenbeck, Bernhard Ludwig (1658–1720), deutscher Rechtswissenschaftler und Hochschullehrer
- Möllenbeck, Irene (* 1950), deutsche Politikerin (SPD), MdL
- Mollenbeck, Johann Heinrich (1669–1739), deutscher Rechtswissenschaftler und Hochschullehrer
- Mollenbeck, Johannes (1592–1624), deutscher Rechtswissenschaftler und Hochschullehrer
- Möllenbeck, Michael (1969–2022), deutscher Diskuswerfer
- Möllenbeck, Thomas (* 1966), deutscher Priester und Theologe
- Möllenberg, Franz-Josef (* 1953), deutscher Gewerkschafter
- Möllenberg, Gustav (1886–1970), deutscher Hütteningenieur und Manager in der Montan- und Maschinenbauindustrie
- Möllenberg, Walter (1879–1951), deutscher Archivar und Historiker
- Möllenbrock, Valentin Andreas (1623–1675), deutscher Mediziner
- Möllendorf, Julius (1821–1895), deutscher Militärmusiker und Komponist
- Möllendorff, Arndt von, Hauptmann zu Schwerin, Provisor des Klosters Dobbertin und Gutsherr auf Dargelütz
- Möllendorff, Christoph von (1519–1575), Domdechant zu Magdeburg
- Möllendorff, Friedrich Christoph von (1680–1747), preußischer Generalleutnant
- Möllendorff, Friedrich von (1831–1905), preußischer Generalleutnant
- Möllendorff, Georg von (1811–1861), königlicher Ökonomie-Kommissionsrat und Präsident der naturforschenden Gesellschaft zu Görlitz
- Möllendorff, Heinrich Christoph von (1685–1710), Anhalt-Bernburger Stallmeister, sowie Herr auf Isterbies und Plötzkau
- Möllendorff, Horst von (1906–1992), deutscher Pressezeichner und Karikaturist
- Möllendorff, Johann Adolf von (1690–1758), preußischer Generalleutnant der Kavallerie, Chef des Dragonerregiments Nr. 10, Amtshauptmann von Hornburg
- Möllendorff, Johann Carl von (1791–1860), preußischer General der Infanterie
- Möllendorff, Karl Hartwig Friedrich von (1743–1801), preußischer Major und Träger des Ordens Pour le Mérite
- Möllendorff, Paul Georg von (1847–1901), deutscher Sprachwissenschaftler und Diplomat
- Möllendorff, Peter von (* 1963), deutscher Klassischer Philologe
- Möllendorff, Ulrike von (1939–2017), deutsche Journalistin und Fernsehmoderatorin
- Möllendorff, Wichard von (1724–1816), preußischer GeneralfeldmarschallWichard von Möllendorff (1724–1816)

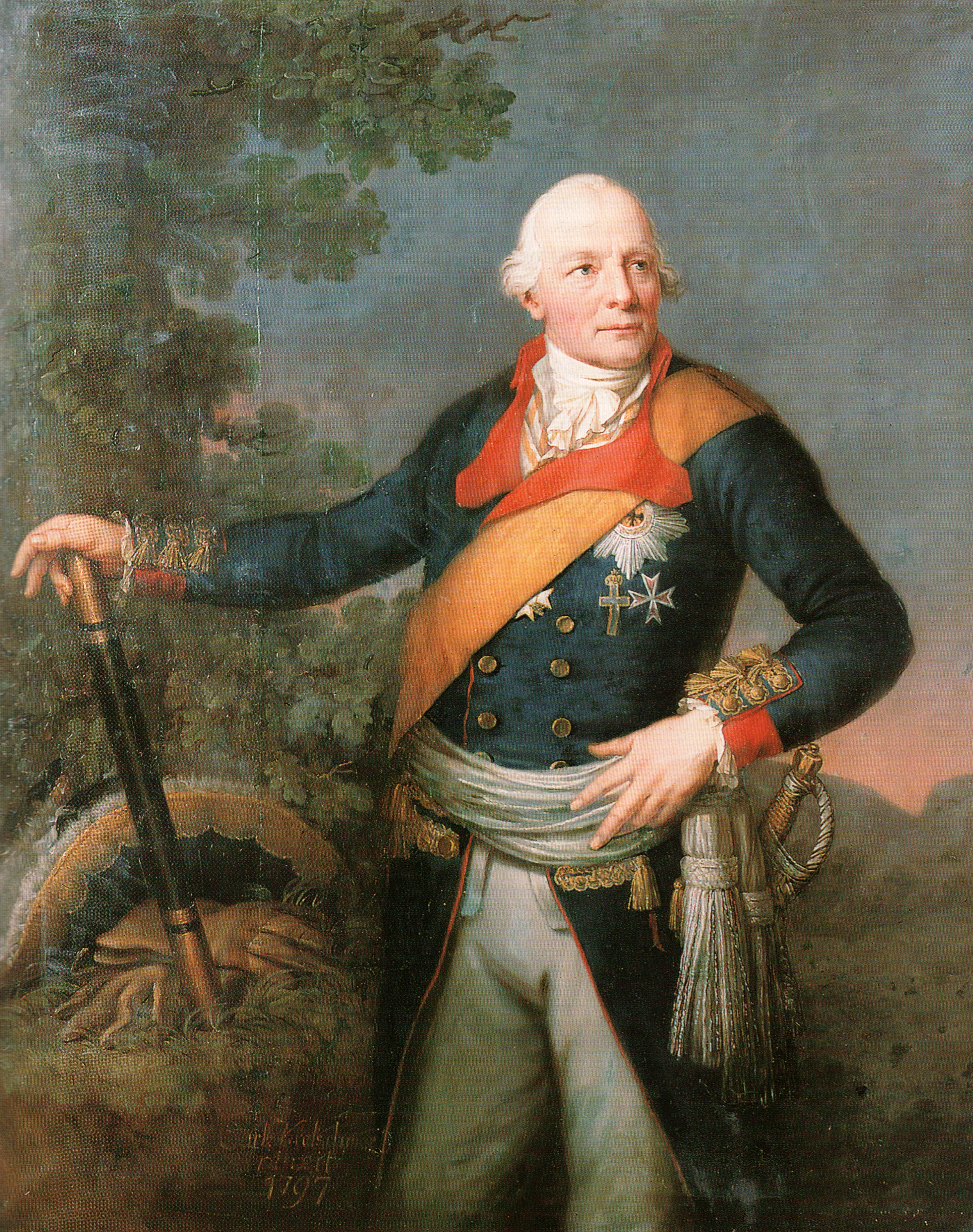
Wichard von Möllendorff (1724–1816)

- Möllendorff, Wilhelm von (1887–1944), deutscher Anatom
- Möllendorff, Willy von (1872–1934), deutscher Komponist
- Möllendorff, Wolf Friedrich von (1682–1737), königlich-polnischer und kurfürstlich-sächsischer Kammerherr und Rittergutsbesitzer
- Möllendorff, Wolf von (1908–1992), deutscher Architekt
- Mollenhauer, Dieter (1937–2013), deutscher Botaniker und Phykologe
- Mollenhauer, Ernst (1892–1963), deutscher Landschaftsmaler
- Mollenhauer, Heinz (1893–1977), deutscher Rechtsanwalt, Heimatforscher und Politiker (DNVP)
- Mollenhauer, Klaus (1928–1998), deutscher Sozialpädagoge und Erziehungswissenschaftler
- Mollenhauer, Michael (* 1951), deutscher Konteradmiral
- Mollenhauer, Paula (1908–1988), deutsche Leichtathletin
- Mollenhauer, Wiebke (* 1985), deutsche Schauspielerin
- Möllenhof, Christian Nicolaus (1698–1748), deutscher Theologe und Dichter
- Möllenhoff, Carl (1851–1937), preußischer Landrat und zuletzt Oberverwaltungsgerichtsrat
- Möllenkamp, Thomas (* 1961), deutscher Ruderer
- Mollenkopf, Heidrun (* 1940), deutsche Soziologin und Gerontologin
- Mollenkott, Virginia Ramey (1932–2020), US-amerikanische Autorin und Hochschullehrerin
- Möllensiep, Mike (1975–2019), deutscher Fußballspieler
- Möllensiep, Sybille (* 1962), deutsche Marathon- und Ultramarathonläuferin
- Möllenstädt, Bernd (1943–2013), deutscher Schriftgestalter und Typograf
- Möllenstädt, Oliver (* 1978), deutscher Politiker (FDP), MdBB
- Möllenstedt, Gottfried (1912–1997), deutscher Physiker und Hochschullehrer

#### Moller

##### Moller D
- Møller Dæhli, Mats (* 1995), norwegischer FußballspielerMats Møller Dæhli (* 1995)

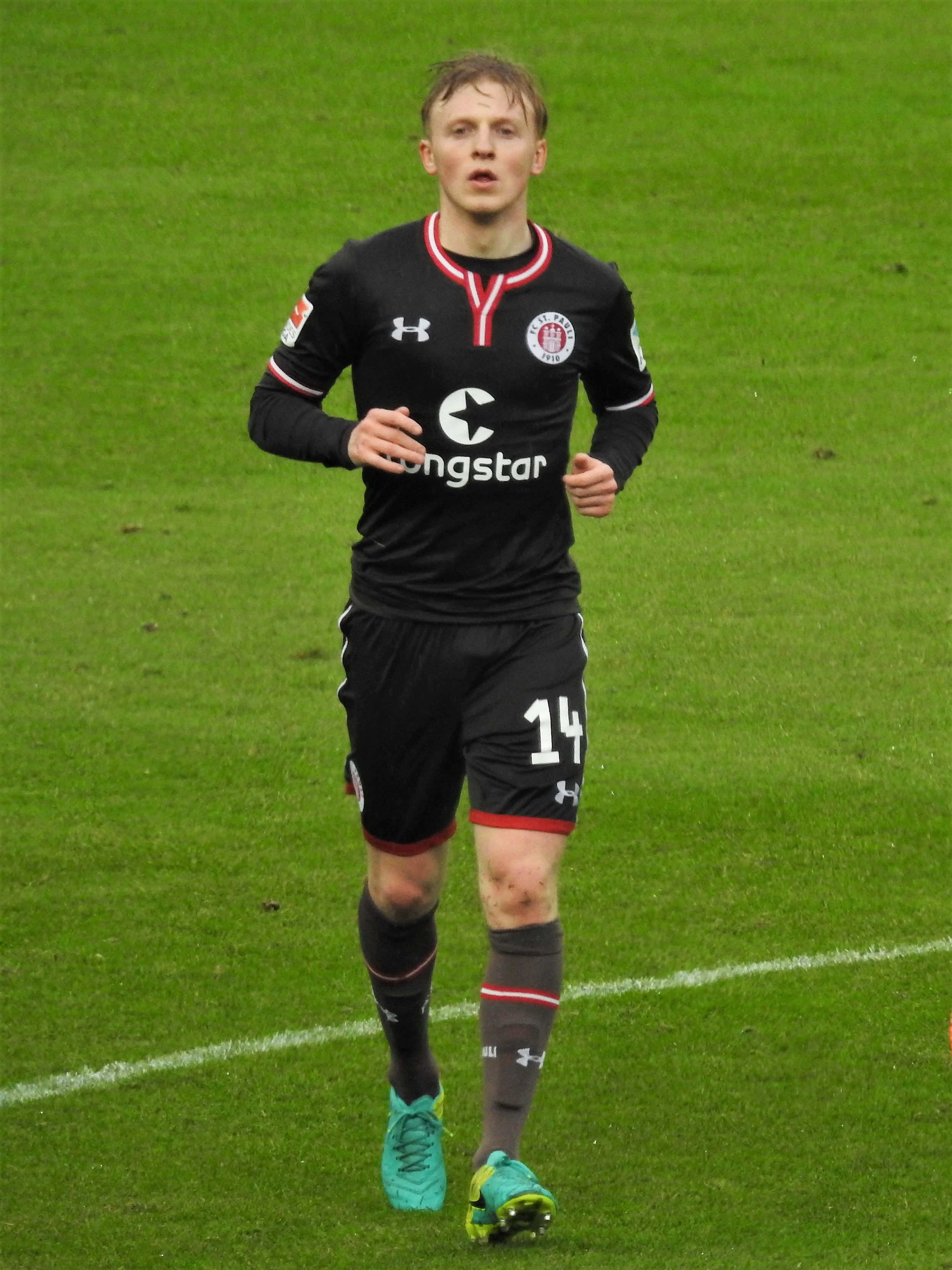
Mats Møller Dæhli (* 1995)

##### Moller H
- Møller Hansen, Isabella (* 2002), dänische Schauspielerin

##### Moller J
- Møller Jakobsen, Claus (* 1976), dänischer Handballspieler

##### Moller K
- Møller Kristensen, Sven (1909–1991), dänischer Literaturhistoriker, -kritiker und -soziologe
- Møller Kühl, Kathrine (* 2003), dänische Fußballspielerin

##### Moller M
- Møller Madsen, Lars (* 1981), dänischer Handballspieler

##### Moller N
- Møller Nielsen, Mathias (* 1994), dänischer Radrennfahrer
- Møller Nielsen, Ole (* 1965), dänischer Fußballspieler
- Møller Nielsen, Richard (1937–2014), dänischer Fußballspieler und -trainer

##### Moller O
- Moller Okin, Susan (1946–2004), US-amerikanische Philosophin und Frauenrechtlerin

##### Moller P
- Møller Pedersen, Christian (1889–1953), dänischer Turner

##### Moller R
- Møller Rigas, Elena (* 1996), dänische Eisschnellläuferin

##### Moller V
- Möller von Möllerstein, Christian (1619–1675), Bürgermeister von Görlitz
- Möller von Möllerstein, Wigand (1579–1637), Bürgermeister von Görlitz

##### Moller, A – Moller, W

###### Moller, A
- Möller, Adolf (1866–1943), deutscher Maler und Illustrator
- Möller, Adolf (1877–1968), deutscher Ruderer
- Möller, Adolf (1897–1983), deutscher Ministerialbeamter und Admiralintendant der Kriegsmarine
- Moller, Albin (1541–1618), sorbischer Theologe, Schriftsteller und Übersetzer
- Möller, Albrecht (1911–1994), deutscher NS-Funktionär
- Möller, Ale (* 1955), schwedischer Multiinstrumentalist, Folk- und Weltmusiker und Komponist
- Möller, Alex (1903–1985), deutscher Politiker (SPD), MdL, MdBAlex Möller (1903–1985)

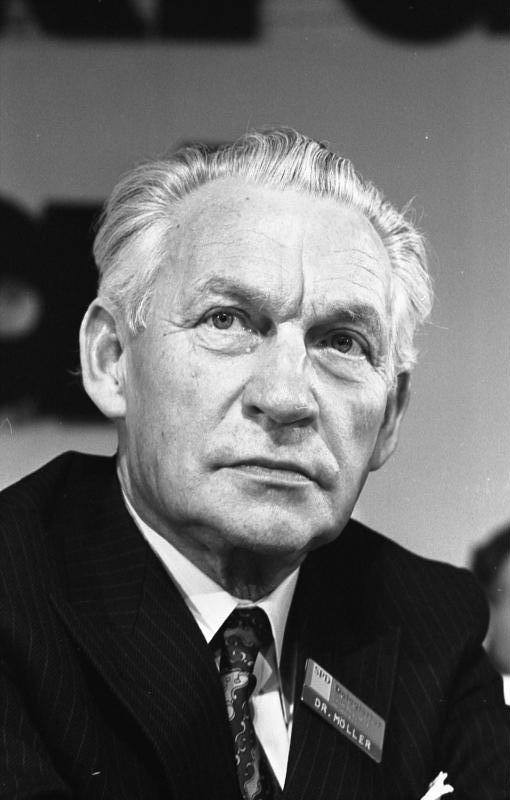
Alex Möller (1903–1985)

- Möller, Alexander (* 1998), deutscher Basketballspieler
- Möller, Alfred (1860–1922), deutscher Forstwissenschaftler
- Möller, Alfred (1876–1952), deutscher Bühnenschriftsteller
- Møller, Allan (* 1957), dänischer Radrennfahrer
- Möller, Almut (* 1977), deutsche Politikwissenschaftlerin und politische Beamtin
- Møller, Anders (1883–1966), dänischer Ringer
- Möller, Andreas (1598–1660), deutscher Lehrer, Arzt und Chronist
- Möller, Andreas (* 1684), dänischer Miniatur- und Porträtmaler
- Möller, Andreas (* 1967), deutscher Fußballspieler und -trainerAndreas Möller (* 1967)

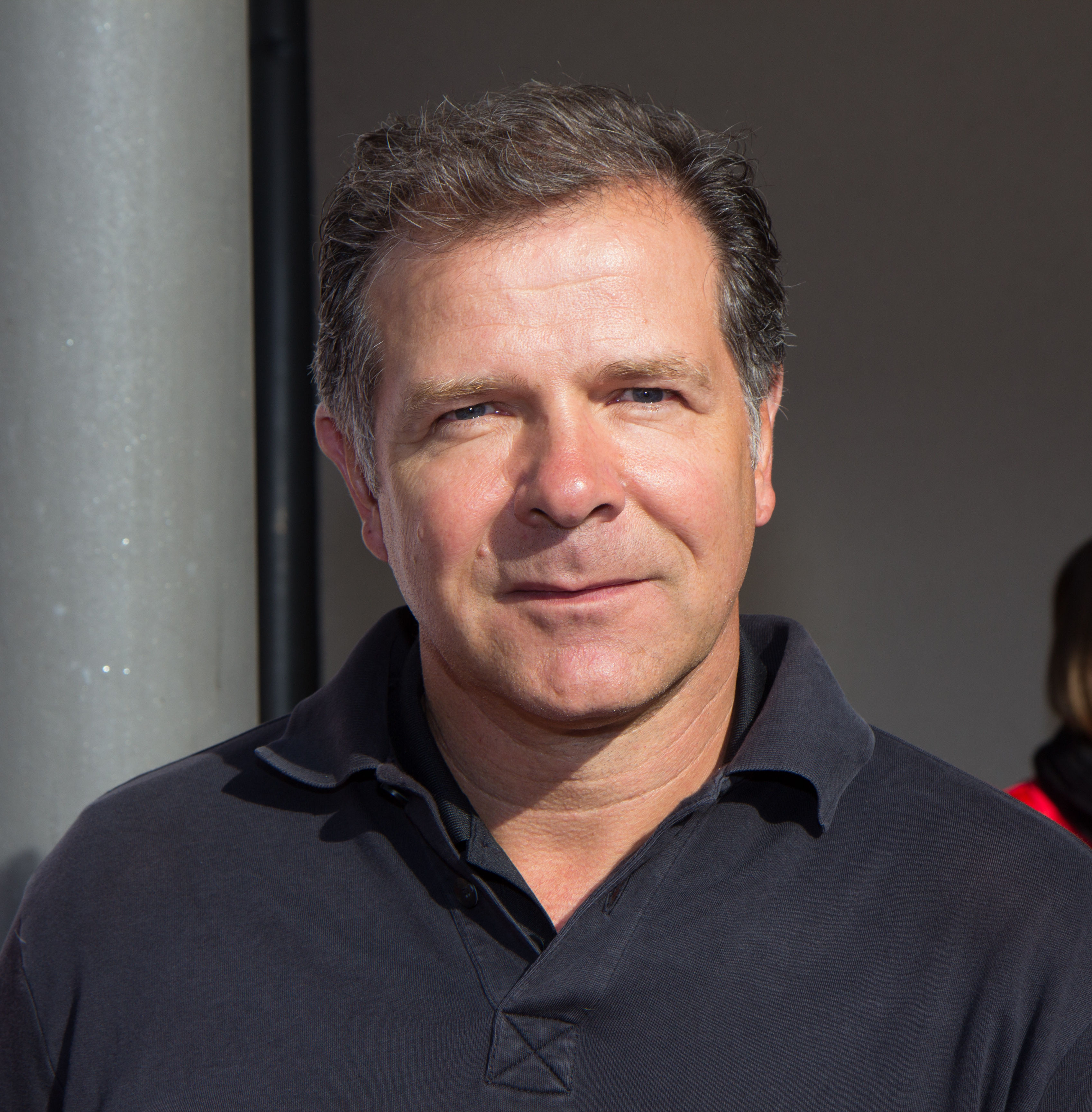
Andreas Möller (* 1967)

- Möller, Andreas (* 1974), deutscher Buchautor, Journalist und Kommunikationsmanager
- Møller, Anna Emilie (* 1997), dänische Hindernisläuferin
- Møller, Anne-Theresa (* 1981), deutsche Sängerin (Alt, Mezzosopran)
- Möller, Annett (* 1978), deutsche Redakteurin, Nachrichtensprecherin und Moderatorin
- Möller, Antje (* 1957), deutsche Politikerin (GAL), MdHB
- Möller, Anton († 1611), deutscher Maler in Danzig
- Möller, Anton (1864–1927), deutsch-böhmischer Baumeister und Architekt
- Möller, Anton Wilhelm (1762–1846), deutscher evangelischer Geistlicher
- Møller, Aqissiaq (1939–1997), grönländischer Beamter, Lehrer, Schulleiter, Dichter und Übersetzer
- Möller, Armin (1865–1938), deutscher Lehrer, Prähistoriker und Kustos am Museum für Urgeschichte in Thüringen
- Möller, Armin E. (* 1943), deutscher Hörfunkjournalist und Sachbuchautor
- Möller, Arnold (1581–1655), deutscher Schreib- und Rechenmeister
- Møller, Arnold Peter (1876–1965), dänischer Reeder
- Möller, Arthur (* 1863), deutscher Komponist und Kapellmeister
- Möller, Arthur (1886–1972), deutscher Bildhauer und Porzellanmodelleur
- Möller, Astrid (* 1961), deutsche Althistorikerin
- Moller, August (1875–1948), deutscher Marineoffizier im Ersten Weltkrieg und Marineattaché
- Möller, Axel (* 1957), deutscher Fußballspieler
- Möller, Axel (* 1964), deutscher Neonazi

###### Moller, B
- Moller, Barthold († 1530), deutscher römisch-katholischer Theologe, Hochschullehrer und Rektor der Universität Rostock
- Moller, Barthold (1605–1667), deutscher Jurist, Ratsherr und Bürgermeister von Hamburg
- Möller, Bastian, deutscher American-Football-Spieler
- Möller, Bernhard (* 1931), österreichischer Pädagoge, Professor für Schulpädagogik
- Möller, Birgit (* 1972), deutsche Kamerafrau, Drehbuchautorin und Regisseurin
- Møller, Bjarke (* 1985), dänischer Eishockeyspieler

###### Moller, C
- Møller, C. F. (1898–1988), dänischer Architekt
- Möller, Carl (1857–1933), schwedischer Architekt
- Møller, Carl (1887–1948), dänischer Ruderer
- Möller, Carl (1930–2011), deutscher Politiker (CDU), MdL
- Möller, Carl (* 2004), deutscher Volleyballspieler
- Möller, Carl Heinrich (1709–1759), deutscher Jurist und Richter am Wismarer Tribunal
- Möller, Carola (* 1929), deutsche Soziologin
- Møller, Caroline (* 1998), dänische Fußballspielerin
- Møller, Casper (* 1995), dänischer E-Sportler
- Möller, Christian (1597–1684), Bürgermeister von Zittau, Stadtschreiber und Richter
- Møller, Christian (1904–1980), dänischer Physiker
- Möller, Christian (* 1940), deutscher evangelischer Theologe
- Möller, Christian Friedrich (1763–1825), deutscher Geistlicher, Schriftsteller und Historiker
- Moller, Christian Friedrich August von (1734–1802), preußischer Generalmajor, Assessor des 3. Departments des Oberkriegskollegs
- Möller, Christine (* 1934), österreichische Pädagogin, Professorin für Schulpädagogik
- Möller, Christoph (* 1989), deutscher Musikkritiker und Radiojournalist
- Möller, Claus (* 1942), deutscher Politiker (SPD)
- Møller, Claus Michael (* 1968), dänischer Radrennfahrer
- Möller, Clemens (* 1973), deutscher Biophysiker und Hochschullehrer
- Möller, Cordula (* 1968), deutsch-namibische Triathletin und Radsportlerin
- Möller, Cosima (* 1962), deutsche Juristin und Hochschullehrerin
- Moller, Craig (* 1994), australisch-deutscher Basketballspieler und Australian-Football-Spieler

###### Moller, D
- Möller, Dagmar (1866–1956), schwedische Sängerin und Gesangspädagogin
- Moller, Daniel Wilhelm (1642–1712), ungarischer Polyhistor
- Möller, David (* 1982), deutscher Rodler und politischer BeamterDavid Möller (* 1982)

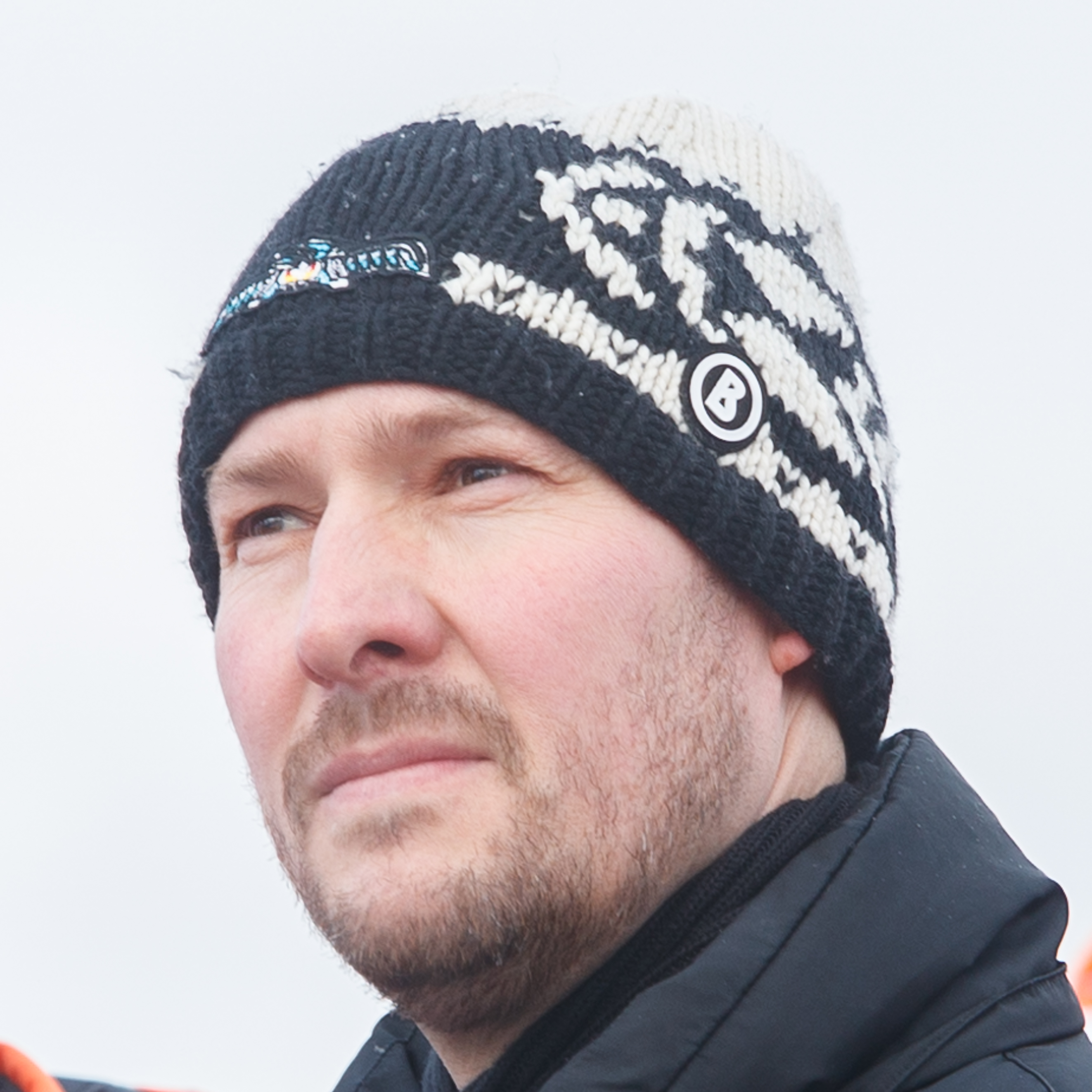
David Möller (* 1982)

- Möller, Denny (* 1979), deutscher Politiker (SPD), MdL Thüringen
- Möller, Detlev (* 1947), deutscher Atmosphärenchemiker und Universitätsprofessor
- Moller, Diedrich (1622–1687), deutscher Jurist, Ratsherr und Bürgermeister von Hamburg
- Möller, Dieter (* 1942), deutscher Moderator
- Möller, Dietrich, deutscher Journalist
- Möller, Dietrich (1927–2015), deutscher Geodät
- Möller, Dietrich (1937–2024), deutscher Politiker (CDU), Landtagsabgeordneter und Oberbürgermeister
- Möller, Dietrich Alexander (1944–2019), deutscher Architekt und Hochschullehrer
- Møller, Dikka (1838–1912), norwegische Friedens- und Frauenaktivistin
- Möller, Dirk (* 1961), deutscher Politiker (Linke), MdL
- Möller, Dora (1894–1981), deutsche Politikerin (SPD), MdL

###### Moller, E
- Möller, Eberhard (1936–2015), deutscher Musikwissenschaftler
- Möller, Eberhard Wolfgang (1906–1972), deutscher Schriftsteller und Dramatiker
- Möller, Eckhardt (1907–1997), deutscher Landwirt, NSDAP-Funktionär, Mitglied des Provinziallandtages der Provinz Hessen-Nassau
- Möller, Edvard (1888–1920), schwedischer Hoch- und Weitspringer
- Møller, Elmer (* 2003), dänischer Tennisspieler
- Möller, Erich (1895–1967), deutscher Landschafts- und Vedutenmaler
- Möller, Erich (1905–1964), deutscher Bahnradfahrer
- Møller, Erik (1909–2002), dänischer Architekt
- Möller, Erik (* 1979), deutscher Journalist und Buchautor
- Möller, Erna (* 1940), schwedische Medizinerin und Immunologin
- Möller, Ernst (1871–1963), Mitglied des Provinziallandtages der Provinz Hessen-Nassau
- Möller, Ernst (1891–1916), deutscher Fußballspieler
- Möller, Erwin (1924–2005), deutscher Sprachwissenschaftler und Heimatforscher
- Möller, Esther (* 1977), deutsche Leichtathletin

###### Moller, F
- Möller, Fabian, Holzschnitzer aus Danzig tätig in Krakau
- Möller, Felix (* 1966), deutscher Fußballspieler
- Möller, Felix (* 2002), schwedischer Handballspieler
- Möller, Ferdinand (1878–1955), deutscher Architekt
- Möller, Ferdinand (1882–1956), deutscher Kunsthändler
- Möller, Frank (1946–1971), deutscher Arbeiter, getötet an der innerdeutschen Grenze
- Möller, Frank (* 1960), deutscher Leichtathlet und Leichtathletiktrainer
- Möller, Frank (* 1962), deutscher Historiker
- Möller, Frank (* 1967), deutscher Fußballspieler
- Möller, Frank (* 1970), deutscher Judoka und Trainer
- Möller, Frans (1886–1954), schwedischer Tennisspieler
- Möller, Frans (1897–1995), schwedischer Schwimmer
- Möller, Franz (1811–1884), österreichischer Jurist und Politiker
- Möller, Franz (1930–2018), deutscher Politiker (CDU), MdB
- Møller, Fredrik (* 2000), norwegischer Skirennläufer
- Möller, Friederike (* 1985), deutsche Schauspielerin
- Möller, Friedrich (1888–1951), deutscher Bauunternehmer und Politiker (DDP und FDP)
- Möller, Friedrich Ernst (1870–1945), deutscher Landwirt und Politiker, MdL
- Möller, Friedrich Wilhelm (1805–1878), deutscher Unternehmer und Abgeordneter
- Möller, Friedrich Wilhelm (1911–1993), deutscher Musiker und Komponist
- Möller, Friedrich-Wilhelm (1931–1996), deutscher Möbeldesigner und -unternehmer
- Möller, Fritz (1860–1923), deutscher Fotograf und Verleger
- Möller, Fritz (1906–1983), deutscher Meteorologe, Geophysiker und Hochschullehrer

###### Moller, G
- Möller, Georg (1777–1860), nassauischer Landtagsabgeordneter
- Moller, Georg (1784–1852), deutscher Architekt
- Möller, Georg (1829–1896), Königlich Hannoverscher und Preußischer Eisenbahn-Postbeamter, Autor und Herausgeber, Leiter des Königlichen Eisenbahn Postamts 16 in Hannover
- Möller, Georg (1876–1921), deutscher Ägyptologe
- Möller, Gerd (* 1938), deutscher Schulleiter und Autor
- Möller, Gerd (* 1941), deutscher Fußballspieler
- Möller, Gerhard (* 1949), deutscher Politiker (CDU)
- Möller, Gerhard (* 1954), deutscher Eishockeyspieler
- Möller, Gert (* 1952), schwedischer Leichtathlet
- Möller, Gerti (* 1930), deutsche Schlagersängerin
- Moller, Gertraud (1641–1705), deutsche Dichterin des Barock
- Möller, Gottfried Gustav von (1803–1868), deutscher Richter und Appellationsgerichtspräsident
- Möller, Gunnar (1928–2017), deutscher SchauspielerGunnar Möller (1928–2017)

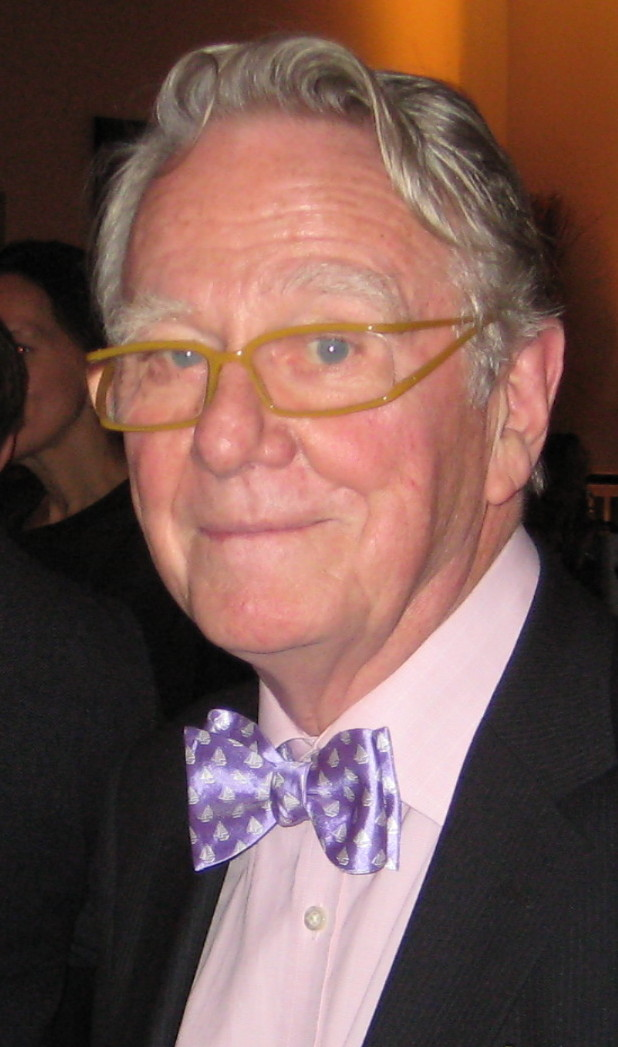
Gunnar Möller (1928–2017)

- Möller, Günter (1934–2008), deutscher Geheimdienstler der DDR-Staatssicherheit
- Möller, Gustav (1826–1881), deutscher Architekt, preußischer Baubeamter und Direktor der KPM
- Möller, Gustav (1884–1970), schwedischer Politiker
- Möller, Gustav (* 1988), schwedisch-dänischer Drehbuchautor und FilmregisseurGustav Möller (* 1988)

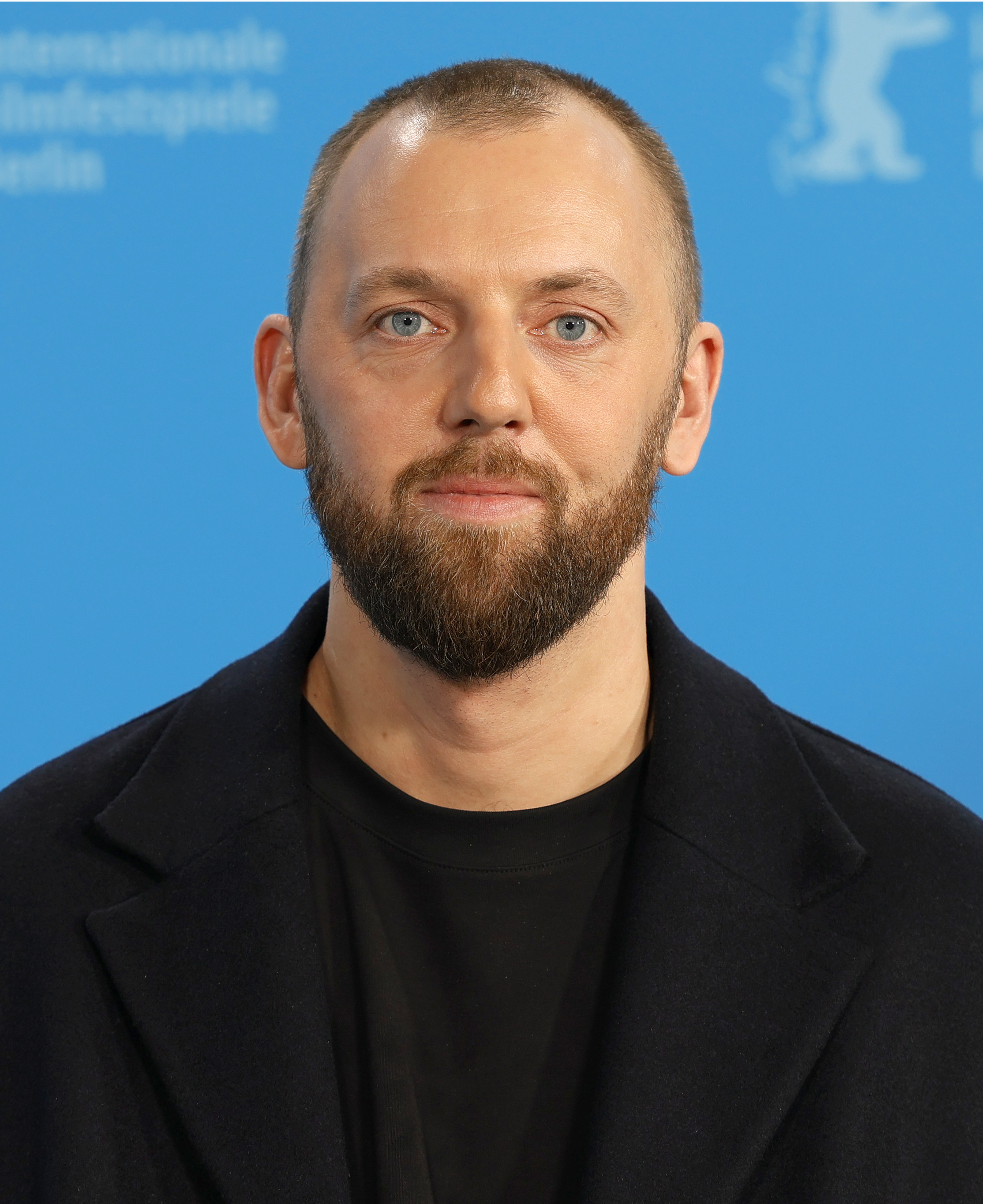
Gustav Möller (* 1988)

- Möller, Gustav von (1770–1847), deutscher Jurist und Gerichtspräsident
- Möller, Gustav von (1834–1896), preußischer Generalleutnant und Kommandant von Magdeburg

###### Moller, H
- Möller, Hannes (* 1954), deutscher Künstler
- Möller, Hans (1907–1979), deutscher Jurist
- Möller, Hans (1908–1996), deutscher evangelisch-lutherischer Theologe
- Möller, Hans (1914–2001), deutscher Maler, Grafiker und Illustrator
- Möller, Hans (1915–1996), deutscher Wirtschaftswissenschaftler
- Möller, Hans (1926–2008), deutscher NDPD-Funktionär
- Möller, Hans Georg (1882–1967), deutscher Technischer Physiker und lehrte an der Universität Hamburg
- Møller, Hans Peter Christian (1810–1845), dänischer Malakologe und kommissarischer Inspektor in Grönland
- Möller, Hans-Dieter (* 1939), deutscher Organist und Musikpädagoge
- Möller, Hans-Dietrich (1928–1987), deutscher Ingenieurwissenschaftler und NDPD-Funktionär, MdV
- Möller, Hans-Georg (1944–1980), deutscher Boogie-Woogie-Pianist
- Möller, Hans-Herbert (* 1926), deutscher Kunsthistoriker und Denkmalpfleger
- Möller, Hans-Hinrich (1898–1974), deutscher Admiralarzt der Kriegsmarine
- Möller, Hans-Jürgen (* 1945), deutscher PsychiaterHans-Jürgen Möller (* 1945)

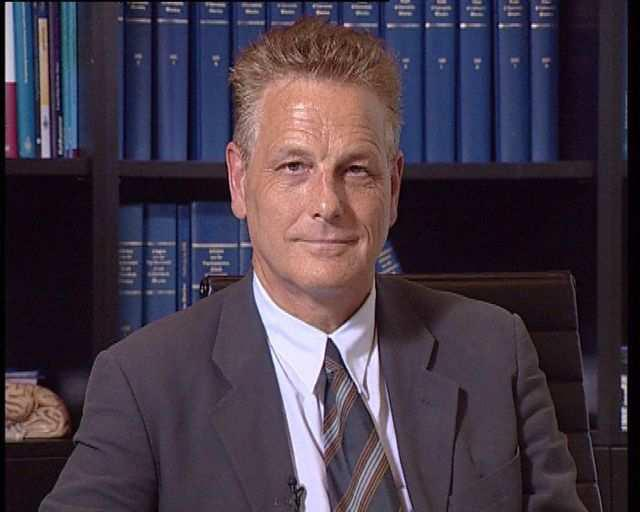
Hans-Jürgen Möller (* 1945)

- Möller, Hartwig (* 1944), deutscher Jurist, Leiter des Landesamtes für Verfassungsschutz Nordrhein-Westfalen
- Moller, Hartwig Johann (1677–1732), deutscher Jurist, Oberaltensekretär und Ratsherr der Freien und Hansestadt Hamburg
- Möller, Heidi (* 1960), deutsche Psychologin und Professorin
- Möller, Heidrun (* 1945), deutsche Politikerin (SPD), MdL
- Möller, Heiko Michael (* 1972), deutscher Chemiker und Hochschullehrer
- Möller, Heiner (1943–1998), deutscher Betriebswirt und Politiker (CDU), MdB
- Möller, Heiner (* 1948), deutscher Handballspieler
- Moller, Heinrich (1530–1589), deutscher evangelischer Theologe
- Möller, Heinrich (1835–1929), deutscher Bildhauer
- Möller, Heinrich (1841–1932), deutscher Tierarzt
- Möller, Heinrich (1850–1902), deutscher Gewerkschafter und Politiker (SPD), MdR
- Möller, Heinrich (1864–1939), deutscher evangelischer Theologe und Landesoberpfarrer
- Möller, Heinrich (1876–1958), deutscher Musikschriftsteller und Musikwissenschaftler
- Möller, Heinrich (1882–1945), Schweizer Arzt und Botaniker
- Möller, Heinrich Ferdinand (1745–1798), deutscher Schauspieler und Schriftsteller
- Möller, Heinrich Johannes (1905–1983), deutscher Uhrengestalter
- Möller, Heinrich Leopold (1820–1869), deutscher Postmeister und Politiker
- Moller, Helena Sibylla (1669–1735), deutsche Gelehrte
- Möller, Helmut (1926–2013), deutscher Volkskundler
- Møller, Henriette E. (* 1976), dänische Autorin
- Møller, Henrik (1858–1937), norwegischer Gold- und Silberschmied
- Möller, Herbert (* 1923), deutscher Politiker (CDU), MdLHerbert Möller (* 1923)

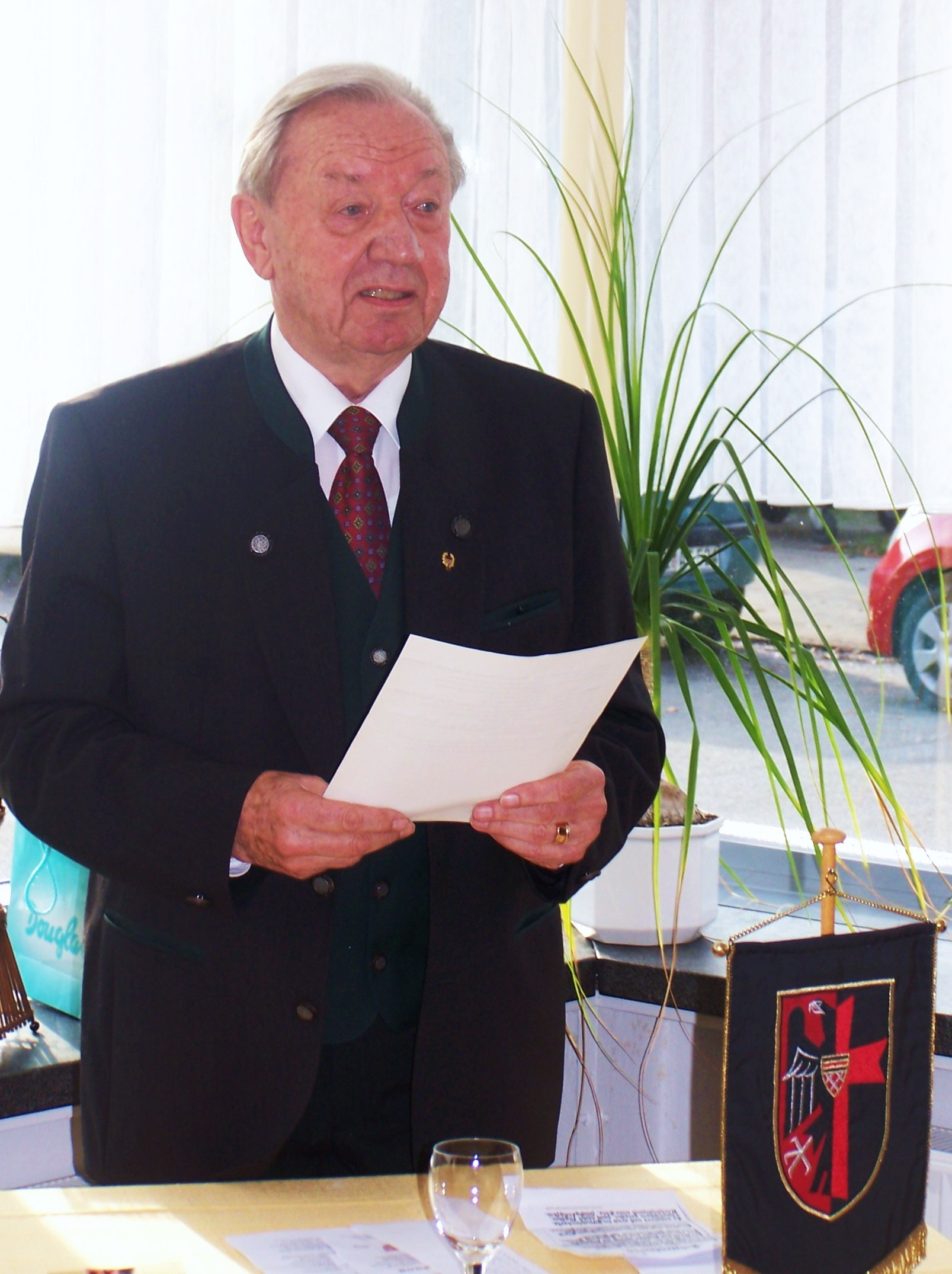
Herbert Möller (* 1923)

- Möller, Hermann (1850–1923), dänischer historischer Linguist
- Moller, Hieronymus Hartwig (1641–1702), deutscher Jurist, Ratsherr und Bürgermeister in Hamburg
- Moller, Hieronymus Hartwig (1711–1780), deutscher Jurist und Richter
- Møller, Hildur (1885–1936), dänische Stummfilmschauspielerin
- Möller, Hinrich (1891–1960), deutscher Politiker (CDU), MdL
- Möller, Hinrich (1906–1974), deutscher SS-Brigadeführer und Generalmajor der Polizei sowie SS- und Polizeiführer für Estland
- Möller, Horst (* 1943), deutscher HistorikerHorst Möller (* 1943)

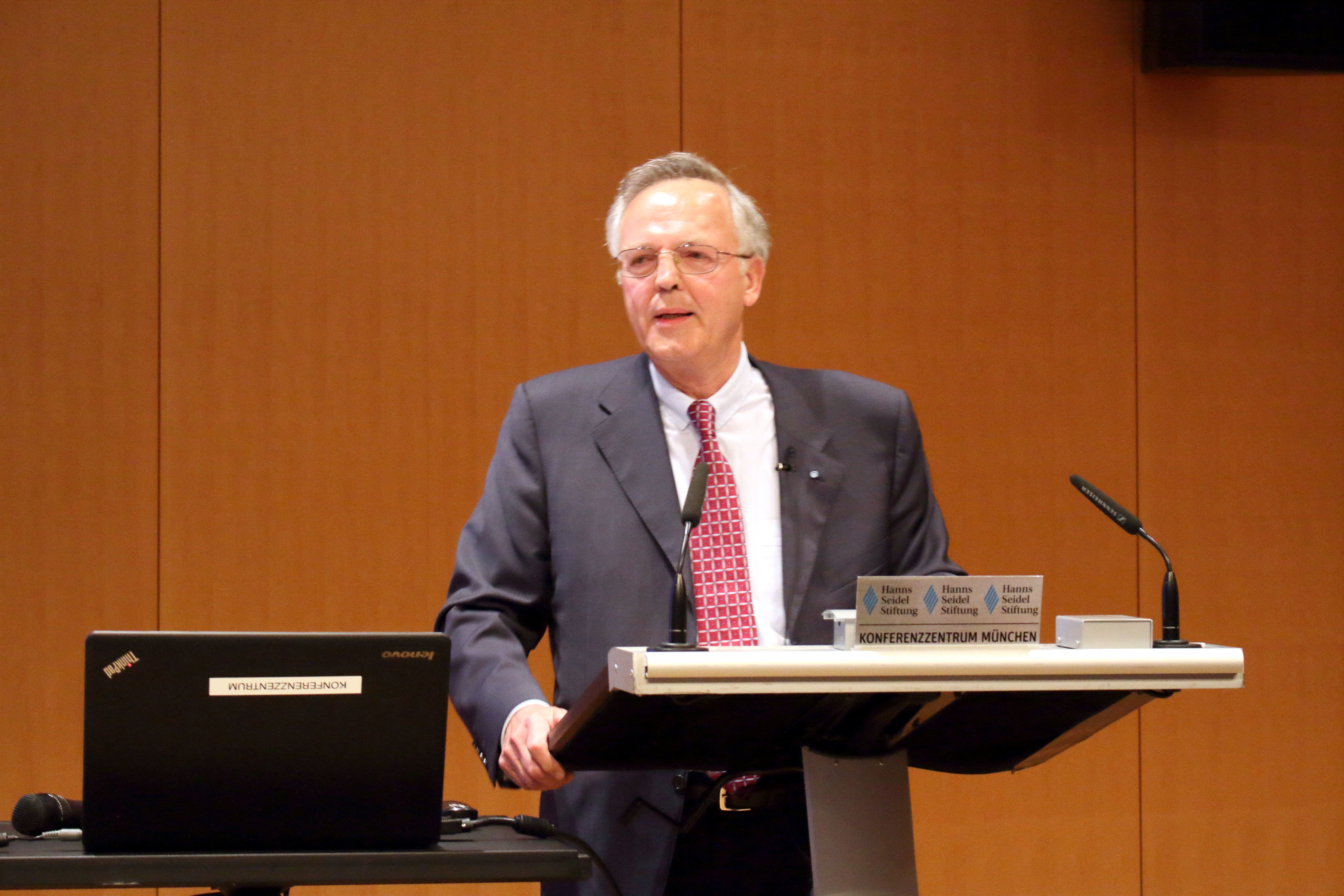
Horst Möller (* 1943)

###### Moller, I
- Möller, Inga (* 1973), deutsche Hockeyspielerin
- Möller, Ingrid (* 1934), deutsche Kunsthistorikerin und Autorin
- Möller, Irmgard (* 1947), deutsche Terroristin der Rote Armee Fraktion
- Möller, Isabella (* 1998), deutsche Fußballspielerin
- Möller, Ivan (1884–1972), schwedischer Leichtathlet
- Möller, Ivo (* 1988), deutscher Schauspieler und Synchronsprecher

###### Moller, J
- Möller, Jacob Clausen (1876–1955), dänischer Politiker
- Möller, Jan (* 1953), schwedischer Fußballnationalspieler
- Møller, Jan (* 1957), dänischer Radrennfahrer
- Møller, Jeanette (1825–1872), schwedische Historien-, Porträt- und Genremalerin der Düsseldorfer Schule
- Möller, Jens (1894–1951), dänischer Tierarzt und Politiker, Mitglied des Folketing
- Möller, Jens (* 1957), deutscher Psychologe und Hochschullehrer
- Møller, Jens (* 1971), dänischer Autorennfahrer
- Möller, Jes (* 1961), deutscher Richter, Direktor des Sozialgerichts Neuruppin, Präsident des Verfassungsgerichtes des Landes Brandenburg, MdV
- Möller, Joachim (* 1953), deutscher Wirtschaftswissenschaftler und Hochschullehrer
- Moller, Joachim der Ältere (1500–1558), Kaufmann und Ratsherr in Hamburg
- Moller, Joachim der Jüngere (1521–1588), herzoglich braunschweig-lüneburgischer Kanzler im Fürstentum Lüneburg
- Möller, Jochim († 1795), deutscher Fayencier
- Moller, Johann († 1606), Hamburger Oberalter
- Moller, Johann († 1672), deutscher Jurist und Hamburger Ratssyndicus
- Möller, Johann (1623–1680), deutscher Dichter, Jurist und Bürgermeister
- Moller, Johann (1661–1725), deutscher Lehrer, Schriftsteller und Literaturhistoriker
- Möller, Johann Diedrich (1844–1907), deutscher Optiker
- Möller, Johann Friedrich (1750–1807), deutscher Prediger, Forscher und Politiker
- Möller, Johann Friedrich (1789–1861), deutscher evangelischer Geistlicher
- Möller, Johann Georg Peter (1729–1807), deutscher Historiker und Philologe
- Möller, Johann Gottlieb (1670–1698), deutscher lutherischer Theologe und Kirchenhistoriker
- Möller, Johann Heinrich (1792–1867), deutscher Historiker, Orientalist, Archivar und Bibliothekar
- Möller, Johann Melchior (1760–1824), deutscher evangelischer Geistlicher
- Möller, Johann Michael (* 1955), deutscher Journalist
- Möller, Johann Patroclus († 1772), westfälischer Orgelbaumeister
- Möller, Johann Theodor (1705–1763), deutscher Kupferindustrieller
- Möller, Johannes (* 1896), deutscher Kapitän zur See der Kriegsmarine
- Möller, Johannes (* 1981), schwedischer Gitarrist
- Möller, Johannes Ludwig Heinrich (1814–1885), deutscher Miniaturmaler
- Møller, John (1866–1935), norwegischer Sportschütze
- Møller, John (1867–1935), grönländischer Fotograf, Buchdrucker, Dolmetscher, Ornithologe, Expeditionsteilnehmer und Landesrat
- Møller, John Christmas (1894–1948), konservativer dänischer Politiker
- Møller, Jokum (* 1956), grönländischer Lehrer und Berufsschulleiter
- Möller, Jörg (* 1963), deutscher Sportwissenschaftler, Japanologe und Gymnasiallehrer
- Møller, Jørgen Kisbye (1915–1990), dänischer Richter
- Møller, Jørgen Nielsen (1801–1862), dänischer Jurist, Kaufmann und kommissarischer Inspektor in Grönland
- Möller, Josephine (* 1992), deutsche Wasserspringerin
- Möller, Julius (1793–1877), deutscher Unternehmer, Stadtverordneter und Handelskammerpräsident
- Möller, Julius (1840–1928), evangelisch-lutherischer Theologe und Pfarrer
- Möller, Julius Otto Ludwig (1819–1887), deutscher Mediziner, Chirurg und Politiker (DFP), MdR
- Möller, Jürgen (* 1959), deutscher Militärhistoriker

###### Moller, K
- Møller, Kai (1859–1940), norwegischer Großgrundbesitzer, Organisator und Politiker
- Möller, Kai (1903–1983), deutscher Schauspieler und Hörspielautor
- Møller, Karina (* 1967), grönländische Sängerin
- Möller, Karl (1919–1993), deutscher Politiker (CDU), MdL
- Moller, Karl Friedrich von (1690–1762), preußischer Militär und Adliger
- Möller, Karl Heinrich (1802–1882), deutscher Bildhauer
- Möller, Karl Leopold von (1876–1943), österreichischer Volkstumspolitiker, Schriftsteller und Journalist im Banat
- Möller, Karl-Dieter (* 1945), deutscher FernsehjournalistKarl-Dieter Möller (* 1945)

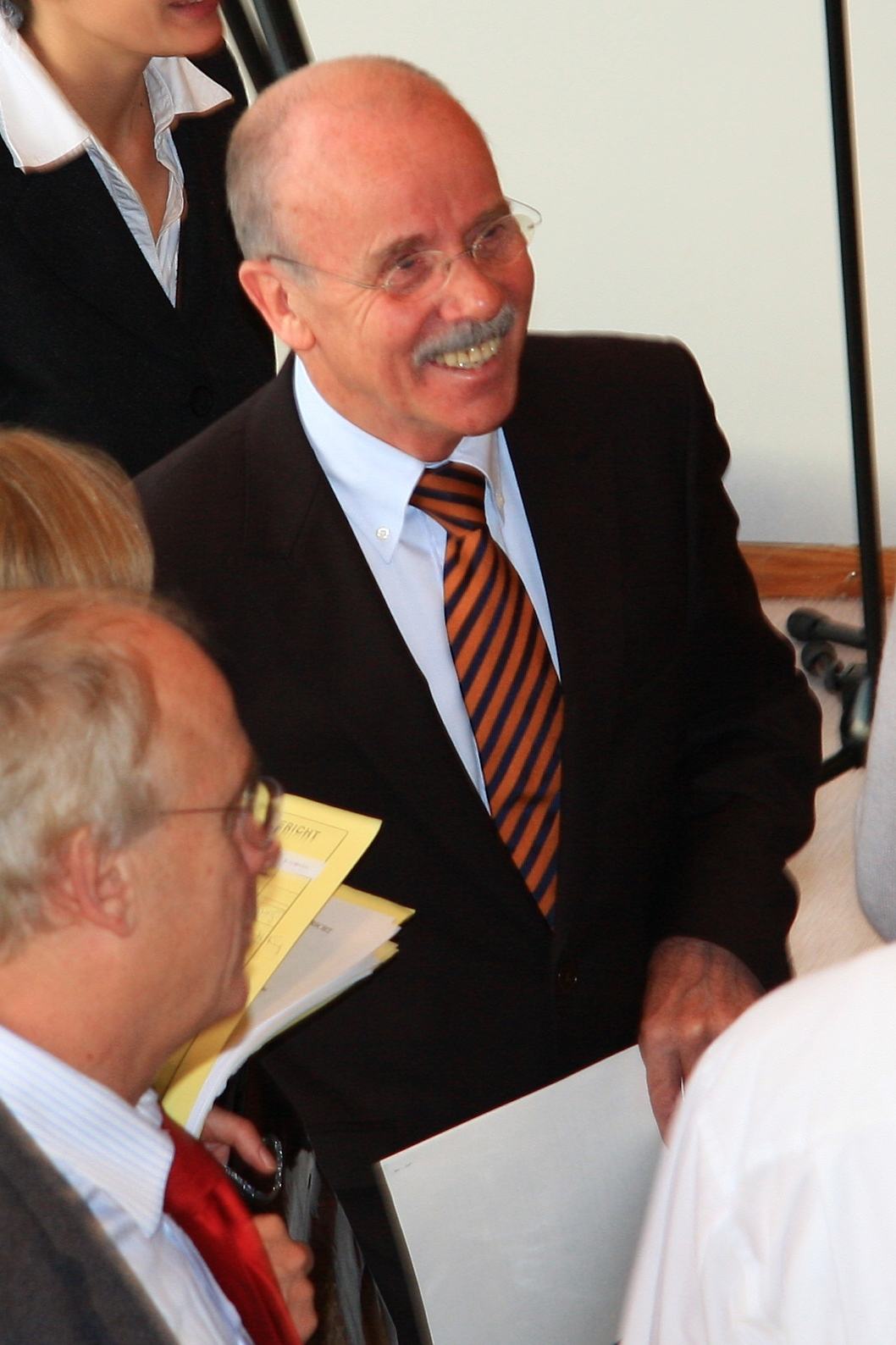
Karl-Dieter Möller (* 1945)

- Möller, Kaya Marie (* 1985), deutsche Schauspielerin und Synchronsprecherin
- Møller, Kevin (* 1989), dänischer Handballspieler
- Möller, Klaus (1811–1873), Bürgermeister und Mitglied der kurhessischen Ständeversammlung
- Möller, Klaus (1952–2013), deutscher Autor, Produzent und Regisseur
- Möller, Klaus Peter (1937–2022), deutscher Jurist und Politiker (CDU), hessischer Landtagspräsident
- Möller, Klaus Peter (* 1966), deutscher Politiker (CDU)
- Möller, Knut (* 1960), deutscher Jurist
- Möller, Konrad († 1478), Kaufmann und Ratsherr der Hansestadt Lübeck
- Möller, Kornelia (* 1951), deutsche Pädagogin und Hochschullehrerin
- Möller, Kornelia (* 1961), deutsche Politikerin (Die Linke), MdB
- Møller, Kurt (1919–1997), dänischer Sportfunktionär
- Möller, Kurt (* 1954), deutscher Erziehungswissenschaftler
- Möller, Kurt Detlev (1902–1957), deutscher Historiker

###### Moller, L
- Møller, Lærke (* 1989), dänische Handballspielerin
- Møller, Lamik (1941–1999), grönländischer Landesrat
- Möller, Lara (* 1978), deutsche Schriftstellerin
- Møller, Lars (1842–1926), grönländischer Redakteur, Buchdrucker, Lithograf, Zeichner, Übersetzer, Dolmetscher und Expeditionsteilnehmer
- Møller, Lars (1911–1978), grönländischer Katechet und Landesrat
- Møller, Lars (* 1966), dänischer Jazzmusiker und Dirigent
- Møller, Lasse Kjær (* 1996), dänischer Handballspieler
- Möller, Leif (* 2003), deutscher Basketballspieler
- Möller, Lenelotte (* 1967), deutsche Autorin, Übersetzerin und Gymnasiallehrerin
- Möller, Levin (1709–1768), schwedischer Theologe und Mathematiker, Dompropst von Linköping
- Möller, Lise Lotte (1912–1996), deutsche Kunsthistorikerin
- Möller, Lorenz, deutschbaltischer evangelisch-lutherischer Theologe und Pädagoge
- Möller, Lorenz (1560–1634), deutscher Jurist
- Moller, Lorraine (* 1955), neuseeländische Langstreckenläuferin und Olympiadritte
- Möller, Lotte (1893–1973), deutsche Geographin, Limnologin und Ozeanographin
- Möller, Ludwig (1849–1910), deutscher Buchhändler, Verleger und Journalist

###### Moller, M
- Möller, Maik (* 1971), deutscher Schauspieler, Kabarettist und Moderator
- Møller, Malthe Christian (1771–1834), dänischer Schriftsteller und Zeitschriftenverleger
- Möller, Manfred (1939–2022), deutscher Biochemiker Forensischer Toxikologe und Hochschullehrer im Ruhestand
- Möller, Markus (* 1968), deutscher Jurist und Richter
- Möller, Markus (* 1974), deutscher Politiker (CDU)
- Moller, Martin (1547–1606), deutscher Mystiker und Kirchenlieddichter
- Möller, Martin (* 1951), deutscher Chemiker
- Möller, Martin (* 1976), deutscher Mathematiker
- Møller, Martin (* 1980), dänisch-grönländischer Biathlet und Skilangläufer
- Möller, Marvin (* 1999), deutscher Tennisspieler
- Möller, Marvin (* 2002), deutscher Basketballspieler
- Möller, Marx (1868–1921), deutscher Schriftsteller
- Möller, Matthias (1658–1705), Bürgermeister von Greifenberg
- Möller, Max (1854–1935), deutscher Bauingenieur, Konstrukteur der sog. „Möller-Brücke“
- Möller, Melanie (* 1972), deutsche Altphilologin
- Möller, Michael (* 1955), deutscher Filmregisseur, Journalist und Hochschuldozent
- Möller, Michaela (* 1980), deutsche Autorin und Psychologin
- Møller, Michala (* 2000), dänische Handballspielerin
- Möller, Mike, deutscher Stuntman, Stunt-Schauspieler und Kampfszenen-Choreograph
- Moller, Mike (* 1962), kanadischer Eishockeyspieler
- Möller, Mira (* 1986), deutsche Fußballspielerin
- Møller, Mitzi (* 1979), dänische Fußballspielerin

###### Moller, N
- Møller, Najaaraq (* 1981), grönländische Politikerin (Siumut)
- Møller, Niels (1897–1966), dänischer Segler
- Møller, Niels Bjørnsen (1827–1887), norwegischer Landschaftsmaler und Marinemaler der Düsseldorfer Schule
- Møller, Niels Otto (1920–1982), dänischer Möbeldesigner und Möbelunternehmer
- Möller, Nikolaj (* 2002), schwedischer Fußballspieler
- Möller, Norbert (* 1959), deutscher Kommunalpolitiker (SPD) und Bürgermeister von Waren (Müritz)

###### Moller, O
- Möller, Olaf (* 1962), deutscher Politiker (Bündnis 90/Die Grünen)
- Möller, Olaf (* 1968), deutscher Basketballspieler
- Moller, Olaus Heinrich (1715–1796), deutscher Lehrer, Schriftsteller und Literaturhistoriker
- Möller, Oliver (* 1968), deutscher Fußballspieler
- Möller, Oliver (* 1976), deutscher Schauspieler
- Möller, Onno (* 2001), deutscher Volleyballspieler
- Møller, Orla (1916–1979), dänischer sozialdemokratischer Politiker, Abgeordneter und Minister
- Möller, Oscar (* 1989), schwedischer Eishockeyspieler
- Möller, Otto (1883–1964), deutscher Maler, Grafiker und Zeichenlehrer
- Möller, Otto (1887–1949), deutscher Politiker (LDP), MdV
- Möller, Otto (1888–1945), deutscher sozialdemokratischer Widerstandskämpfer gegen den Nationalsozialismus
- Möller, Otto (1892–1978), deutscher Agrarwissenschaftler und Politiker (NDPD), MdV
- Möller, Otto Berend von (1764–1848), russischer Admiral und Marineminister
- Möller, Otto Friedrich Theodor (1812–1874), deutschbaltisch-russischer Maler

###### Moller, P
- Moller, Patricia (* 1944), US-amerikanische Diplomatin
- Möller, Paul (1916–2016), deutscher Politiker (SPD), MdL
- Moller, Paul (* 1936), kanadischer Entwickler und Erfinder des Moller Skycars
- Möller, Paul Gerhardt (1903–1998), deutscher evangelischer Geistlicher, Missionar und theologischer Autor
- Møller, Peder (1897–1984), dänischer Turner
- Møller, Pele (* 1939), grönländischer Musiker
- Møller, Per Stig (* 1942), dänischer Politiker (Konservative Volkspartei), Mitglied des Folketing, Minister und Publizist
- Møller, Peter (* 1972), dänischer Fußballspieler und -funktionär
- Möller, Peter (* 1972), schwedischer Handballspieler, -trainer und -funktionär
- Möller, Peter Ernst (1869–1922), deutscher Politiker (SPD), MdL (Königreich Sachsen)
- Møller, Peter Mærsk (1836–1927), dänischer Kapitän und Reeder
- Möller, Philipp (* 1980), deutscher AutorPhilipp Möller (* 1980)

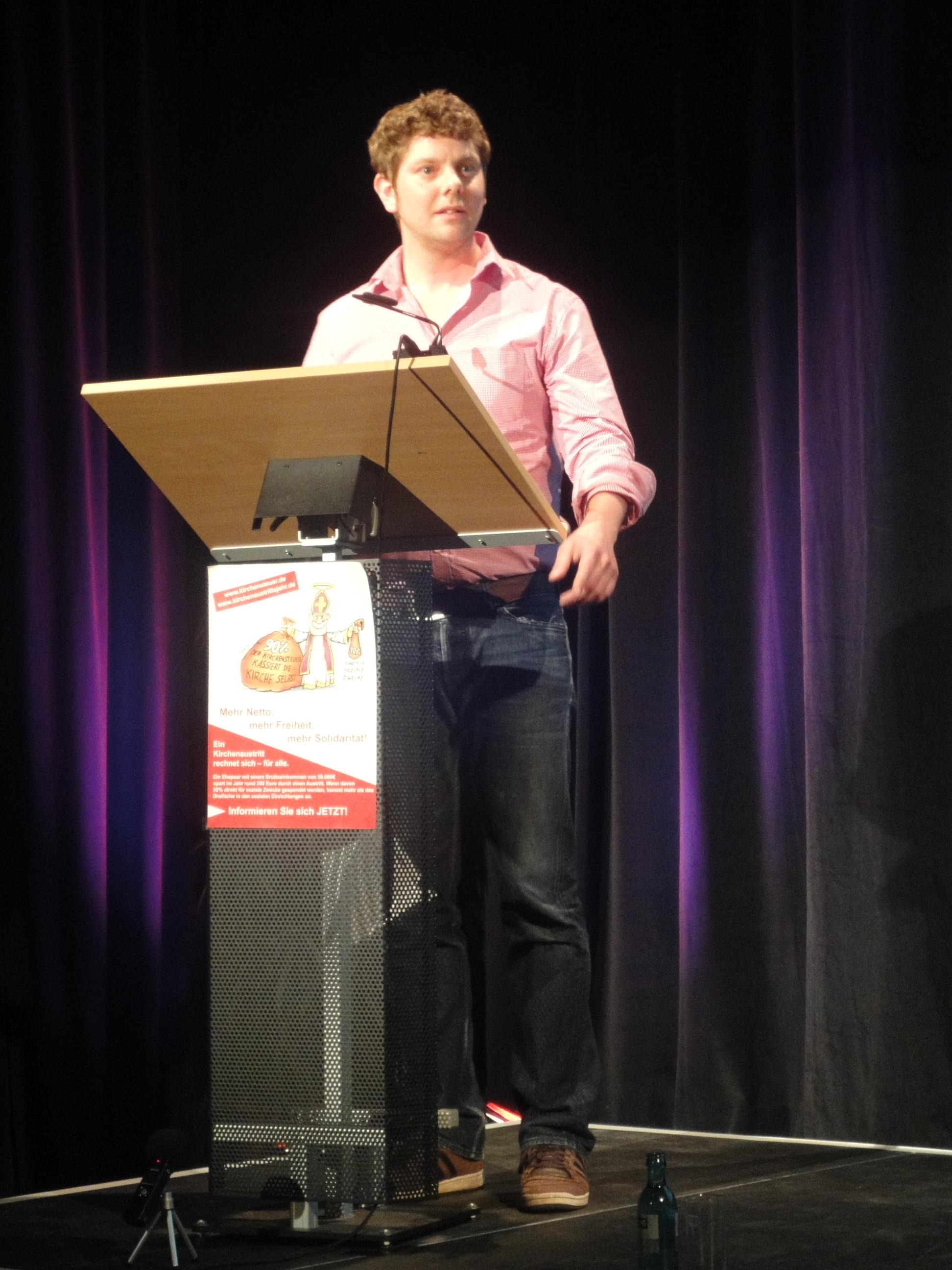
Philipp Möller (* 1980)

- Moller, Polly, US-amerikanische Komponistin und Flötistin
- Møller, Poul (1919–1997), dänischer Politiker, Mitglied des Folketing, MdEP
- Møller, Poul Martin (1794–1838), dänischer Philosoph und Schriftsteller

###### Moller, R
- Moller, Randy (* 1963), kanadischer Eishockeyspieler
- Möller, Regina (* 1962), deutsche Künstlerin und Herausgeberin
- Möller, Reiner (* 1961), deutscher Polizeibeamter, Polizeipräsident von Aalen
- Möller, Reinhard (1855–1927), deutscher Jurist und evangelischer Kirchenpolitiker
- Möller, Reinhard (1855–1912), deutscher Bildhauer und Kunstpädagoge
- Möller, Reinhild (* 1956), deutsche Behindertensportlerin
- Møller, René (1946–1994), dänischer Fußballspieler
- Möller, Richard (1927–2020), hessischer Politiker (CDU)
- Möller, Roland (1935–2017), deutscher Restaurator und Denkmalpfleger
- Møller, Roland (* 1972), dänischer SchauspielerRoland Møller (* 1972)

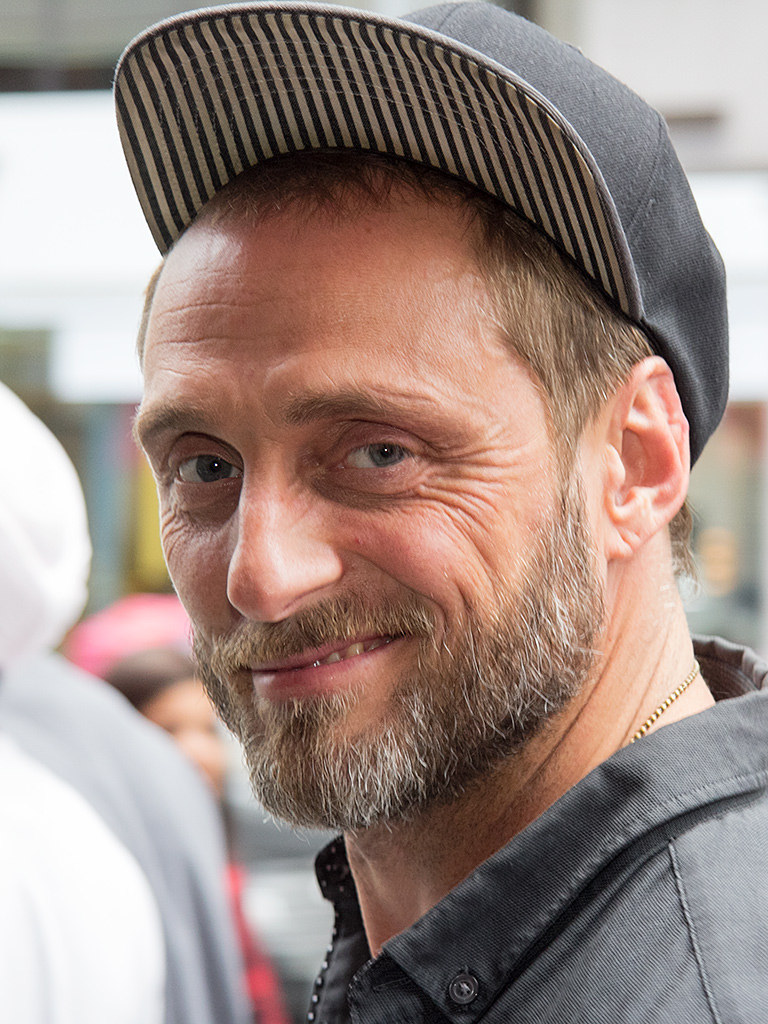
Roland Møller (* 1972)

- Möller, Rolf (* 1930), deutscher Jurist und Verwaltungsbeamter
- Möller, Rolf (1932–2015), deutscher Grafiker und Landschaftsmaler
- Möller, Rolf (* 1956), deutscher Rockmusiker
- Möller, Roloff (1498–1529), Bürgermeister von Stralsund
- Möller, Rüdiger (* 1940), deutscher Architekt und Hochschullehrer
- Möller, Rüdiger (1962–2020), deutscher Politiker, Staatssekretär in Mecklenburg-Vorpommern
- Möller, Rudolf (1815–1885), deutscher Gymnasiallehrer
- Möller, Rudolf (1881–1967), deutscher Maler, Grafiker und Zeichenlehrer
- Möller, Rudolf (1914–2008), deutscher Schauspieler und Genealoge
- Möller, Rudolf (1928–2008), deutscher Kommunalpolitiker (CDU)
- Möller, RWLE (1952–2001), deutscher Maler, Lokalhistoriker und Sachbuchautor, Schwulenbewegter und Stiftungsgründer

###### Moller, S
- Møller, Samuel (* 1885), grönländischer Katechet und Landesrat
- Möller, Sandra von (* 1969), deutsche Unternehmerin und Rechtsanwältin
- Möller, Sebastian (* 1968), deutscher Elektrotechniker
- Möller, Sebastian Heinrich (1752–1827), deutscher lutherischer Geistlicher und Theologe
- Möller, Siegfried (1896–1970), deutscher Bildhauer, Keramiker und Hochschullehrer
- Möller, Siemtje (* 1983), deutsche Politikerin (SPD), MdBSiemtje Möller (* 1983)

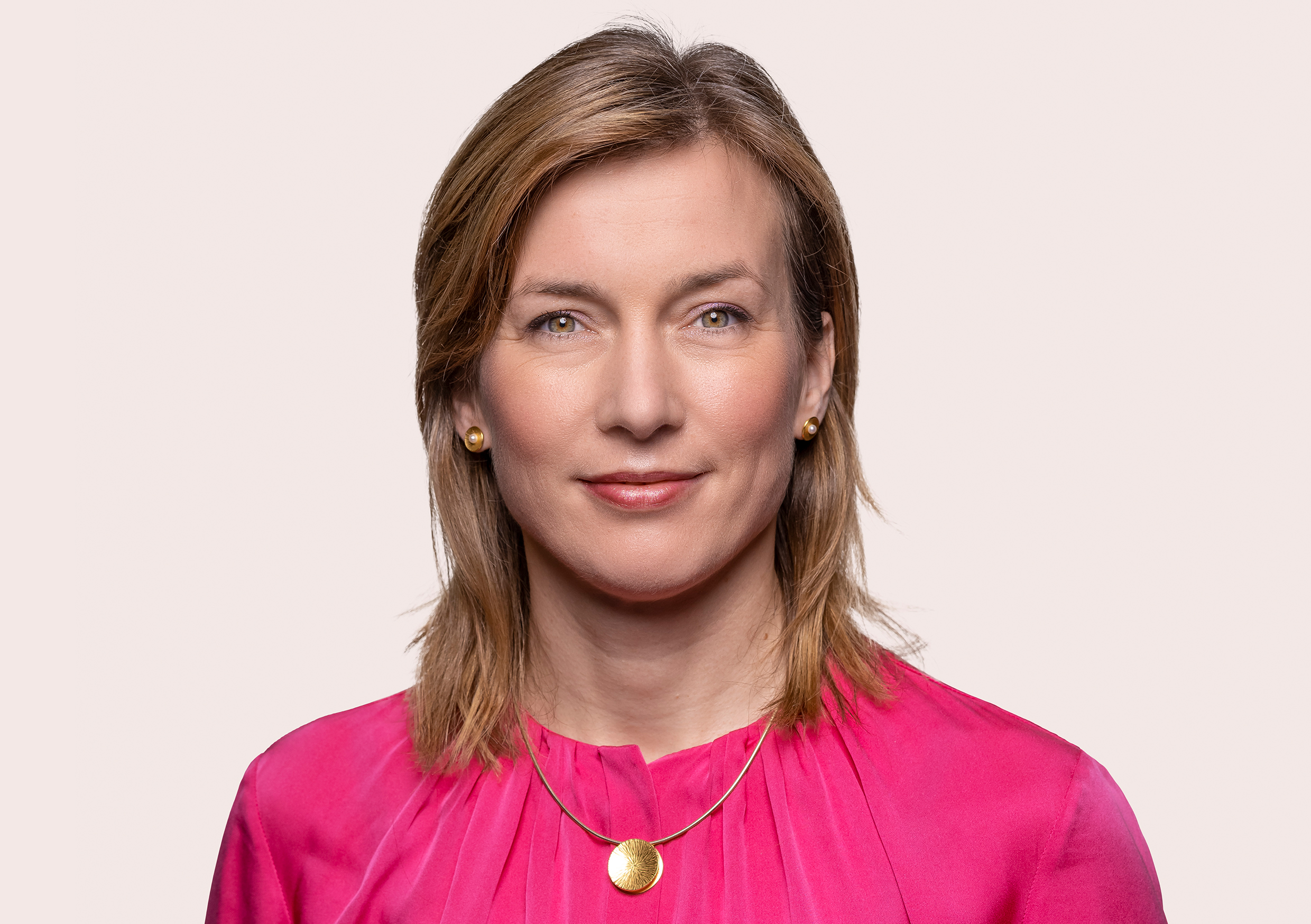
Siemtje Möller (* 1983)

- Möller, Silke (* 1964), deutsche Leichtathletin und Olympiamedaillengewinnerin
- Möller, Simon (* 2000), schwedischer Handballspieler
- Møller, Søren (* 1975), dänischer Jazzmusiker (Piano, Orgel, Komposition)
- Møller, Søren Hald (* 1960), dänischer Verwaltungsbeamter
- Möller, Stefan (* 1975), deutscher Politiker (AfD)
- Möller, Stefan (* 1980), deutscher Basketballtrainer
- Möller, Stefanie Julia (* 1979), deutsche Schauspielerin
- Möller, Steffen (* 1969), deutscher Autor, Kabarettist und Schauspieler
- Møller, Stephen (1882–1909), grönländischer Künstler
- Møller, Stig (* 1945), dänischer Musiker, Songschreiber, Komponist
- Möller, Susanne (* 1980), schwedische Journalistin und Moderatorin
- Møller, Svein (1958–1999), norwegischer Komponist, Dirigent und Kirchenmusiker

###### Moller, T
- Møller, Tage (1914–2006), dänischer Radrennfahrer
- Möller, Theodor (1873–1953), schleswig-holsteinischer Fotograf, Schriftsteller und Heimatforscher
- Möller, Theodor von (1840–1925), deutscher Kaufmann, Unternehmer, Politiker und preußischer Handelsminister, MdR
- Möller, Thomas (* 1967), deutscher Fußballspieler
- Möller, Thomas (* 1977), deutscher Fußballspieler
- Möller, Tim (* 1999), deutscher Fußballspieler
- Möller, Tobias (* 2000), deutscher Basketballspieler

###### Moller, U
- Möller, Uli (* 1956), deutscher Regisseur und Drehbuchautor
- Moller, Ulrich (1690–1761), deutscher Kaufmann und Hamburger Ratsherr
- Moller, Ulrich (1733–1807), deutscher Kaufmann, Mitbegründer der Patriotischen Gesellschaft (von 1765)
- Moller, Ulrich Philipp (1836–1926), deutscher Jurist und Politiker, MdHB
- Möller, Uwe (1935–2023), deutscher Ökonom
- Möller, Uwe (* 1962), deutscher Sportschütze

###### Moller, V
- Møller, Valdemar (1885–1947), dänischer Schauspieler
- Möller, Valerian von (1840–1910), deutsch-russischer Geologe und Paläontologe
- Möller, Vera (1911–1998), deutsche Schriftstellerin, Illustratorin und Golfsportlerin
- Møller, Vibeke (1904–1987), dänische Schwimmerin

###### Moller, W
- Möller, Walter (1905–1933), deutscher Widerstandskämpfer gegen den Nationalsozialismus
- Möller, Walter (1906–1969), deutscher Politiker (NSDAP, FDP), MdL
- Möller, Walter (1912–1992), deutscher Politiker (KPO, KPD, DKP), MdHB
- Möller, Walter (1920–1971), deutscher Kommunalpolitiker der SPD
- Möller, Werner (1888–1919), deutscher Journalist und Schriftsteller
- Möller, Wieland (* 1982), deutscher Jazzmusiker (Schlagzeug)
- Möller, Wilhelm Ernst (1827–1892), deutscher lutherischer Theologe, Kirchenhistoriker und Hochschullehrer
- Möller, Wilko (* 1966), deutscher Politiker (AfD)
- Møller, William (* 1998), dänischer Fußballspieler
- Möller, Wolfhard (* 1944), deutscher Physiker

##### Moller-

###### Moller-A
- Möller-Architektonidou, Eleni (* 1996), deutsche Synchronsprecherin

###### Moller-C
- Möller-Christensen, Ivy York (* 1956), dänische Sprachwissenschaftlerin
- Möller-Coburg, Clara (1869–1918), deutsche Kunstgewerblerin und Grafikerin

###### Moller-D
- Möller-Döling, Joachim (1908–2000), deutscher Offizier, zuletzt Brigadegeneral der Bundeswehr
- Möller-Dostali, Rudolf (1892–1961), deutscher politischer Funktionär (KPD, SPD)

###### Moller-J
- Møller-Jensen, Viggo (1907–2003), dänischer modernistischer Architekt

###### Moller-M
- Møller-Madsen, Nicolaj (* 1993), dänischer Automobilrennfahrer
- Möller-Metzger, Christa (* 1951), deutsche Politikerin (Bündnis 90/Die Grünen)

###### Moller-S
- Möller-Sakomelski, Alexander Nikolajewitsch (1844–1928), russischer General
- Möller-Scheu, Doris (* 1953), deutsche Juristin, Oberstaatsanwältin und Verfassungsrichterin

###### Moller-T
- Möller-Titel, Stephan (* 1977), deutscher Schauspieler und Musiker

###### Moller-W
- Möller-Witten, Hanns (1901–1966), deutscher Militärschriftsteller

##### Molleri
- Möllering, Friedrich (1913–1996), deutscher Autor niederdeutscher und hochdeutscher Bücher und Zollbeamter
- Möllering, Guido (* 1972), deutscher Wirtschaftswissenschaftler und Vertrauensforscher

##### Mollers
- Möllers, Alfred (1883–1969), deutscher Jurist, Manager und Politiker (DNVP), MdR
- Möllers, Bernhard (1878–1945), deutscher Sanitätsoffizier, Bakteriologe und Hygieniker
- Möllers, Christoph (* 1969), deutscher RechtswissenschaftlerChristoph Möllers (* 1969)

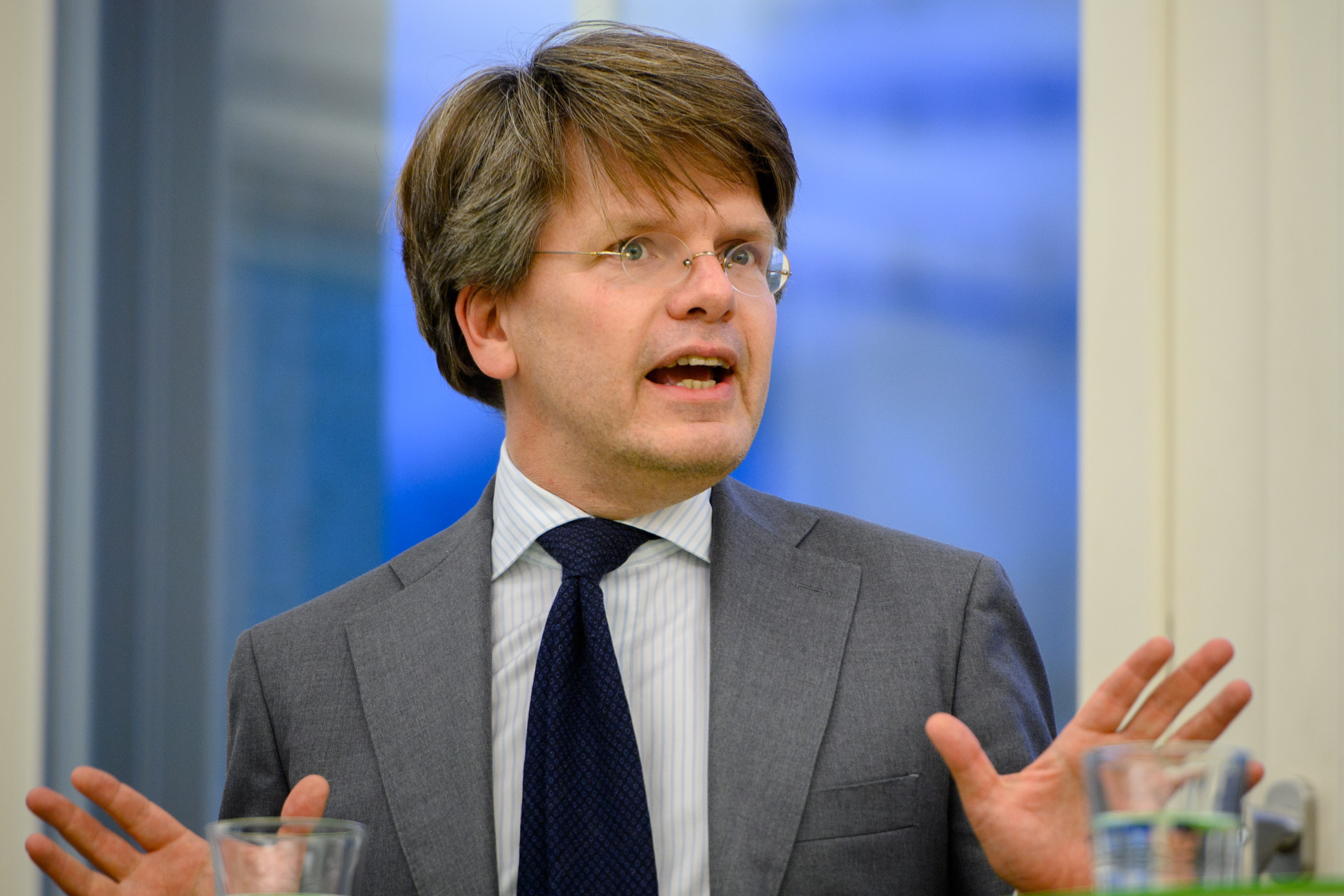
Christoph Möllers (* 1969)

- Möllers, Franz-Josef (* 1946), deutscher Landwirt und Präsident des Westfälisch-Lippischen Landwirtschaftsverbandes
- Mollers, Harald (* 1977), belgischer Politiker
- Möllers, Heiner (* 1965), deutscher Offizier (Oberstleutnant) und Militärhistoriker
- Möllers, Lena (* 1990), deutsche Volleyball-Nationalspielerin
- Möllers, Raphael (* 1985), deutscher Volleyballspieler
- Möllers, Thomas M. J. (* 1962), deutscher Rechtswissenschaftler
- Möllers, Wilhelm (1898–1970), deutscher Politiker (KPD), MdL
- Möllerson, Rudolf (1892–1940), estnischer Diplomat

##### Molleru
- Mollerup, Johannes (1872–1937), dänischer Mathematiker
- Mollerup, Tyge William (1888–1953), dänischer Architekt
- Mollerup, William (1846–1917), dänischer Historiker
- Mollerus, Johan Hendrik (1750–1834), niederländischer Politiker

#### Molles
- Mollestad, Hedvig (* 1982), norwegische Fusionmusikerin (Gitarre, Gesang, Komposition)Hedvig Mollestad (* 1982)

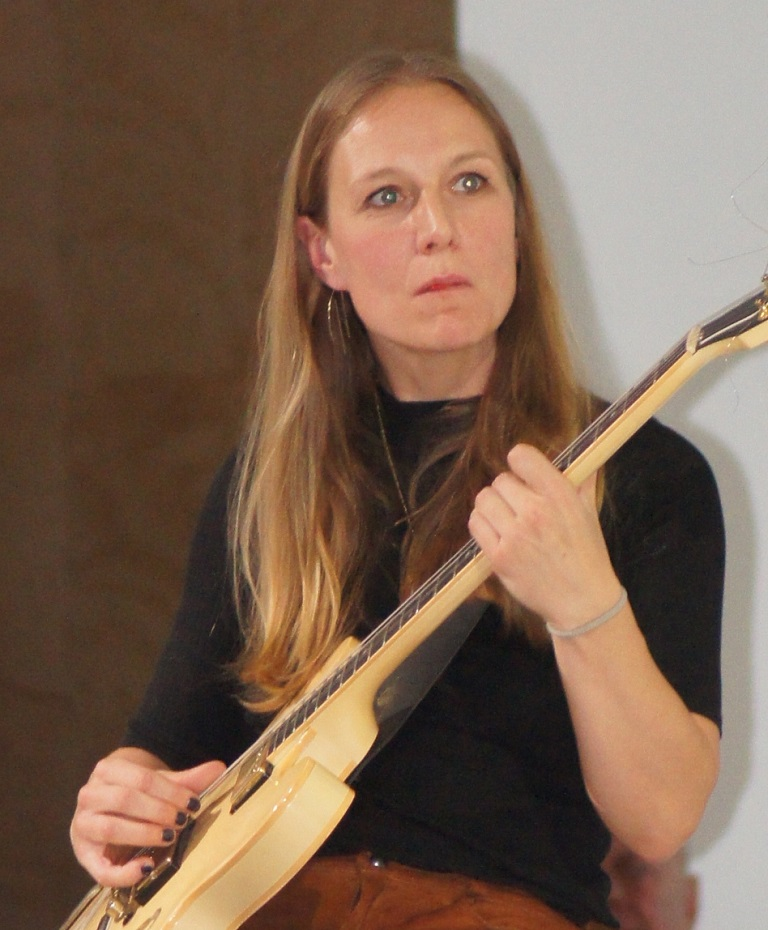
Hedvig Mollestad (* 1982)

- Molleston, Henry (1762–1819), US-amerikanischer Politiker

#### Mollet
- Mollet, André († 1665), französischer Gärtner und Gartenarchitekt
- Mollet, André (* 1949), französischer Radrennfahrer
- Mollet, Claude, französischer Gartenkünstler und Verfasser eines Gartenbuchs
- Mollet, Clotilde, französische SchauspielerinClotilde Mollet

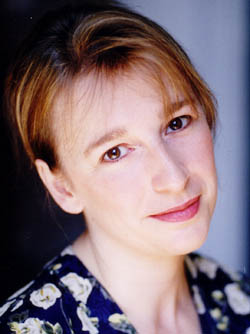
Clotilde Mollet

- Mollet, Florent (* 1991), französischer Fußballspieler
- Mollet, Guy (1905–1975), französischer Politiker, Mitglied der Nationalversammlung
- Mollet, Joseph (1756–1829), französischer Mathematiker
- Mollet, Li (* 1947), Schweizer Schriftstellerin
- Mollet, Tommy (* 1979), niederländischer Taekwondoin

### Mollg
- Møllgaard Jensen, Henrik (* 1985), dänischer Handballspieler
- Møllgaard, Mads (* 1995), dänischer Volleyball- und Beachvolleyballspieler
- Møllgaard, Magnus (* 2000), dänischer Basketballspieler

### Mollh
- Möllhausen, Balduin (1825–1905), deutscher Reisender und Schriftsteller
- Möllhoff, Gerhard (1922–2005), deutscher Neurologe, Sozialmediziner und Psychiater
- Möllhoff-Barclay, Marie (1868–1939), deutsche Gartenbauunternehmerin und Stifterin
- Möllhusen, Uwe (* 1956), deutscher Musiker und Medienkünstler

### Molli
- Molli, Benedetto (1597–1657), italienischer Architekt in Italien und Polen-Litauen
- Mollica, Antonio, italienischer Filmregisseur
- Mollica, Lucio (* 1980), italienischer Dokumentarfilmregisseur und -produzent
- Mollien, Elsa (* 1982), französische Schauspielerin
- Mollier, Hans (1895–1971), deutscher Journalist und Schriftsteller
- Mollier, Hilde (1876–1967), deutsche Physikerin
- Mollier, Richard (1863–1935), deutscher HochschullehrerRichard Mollier (1863–1935)

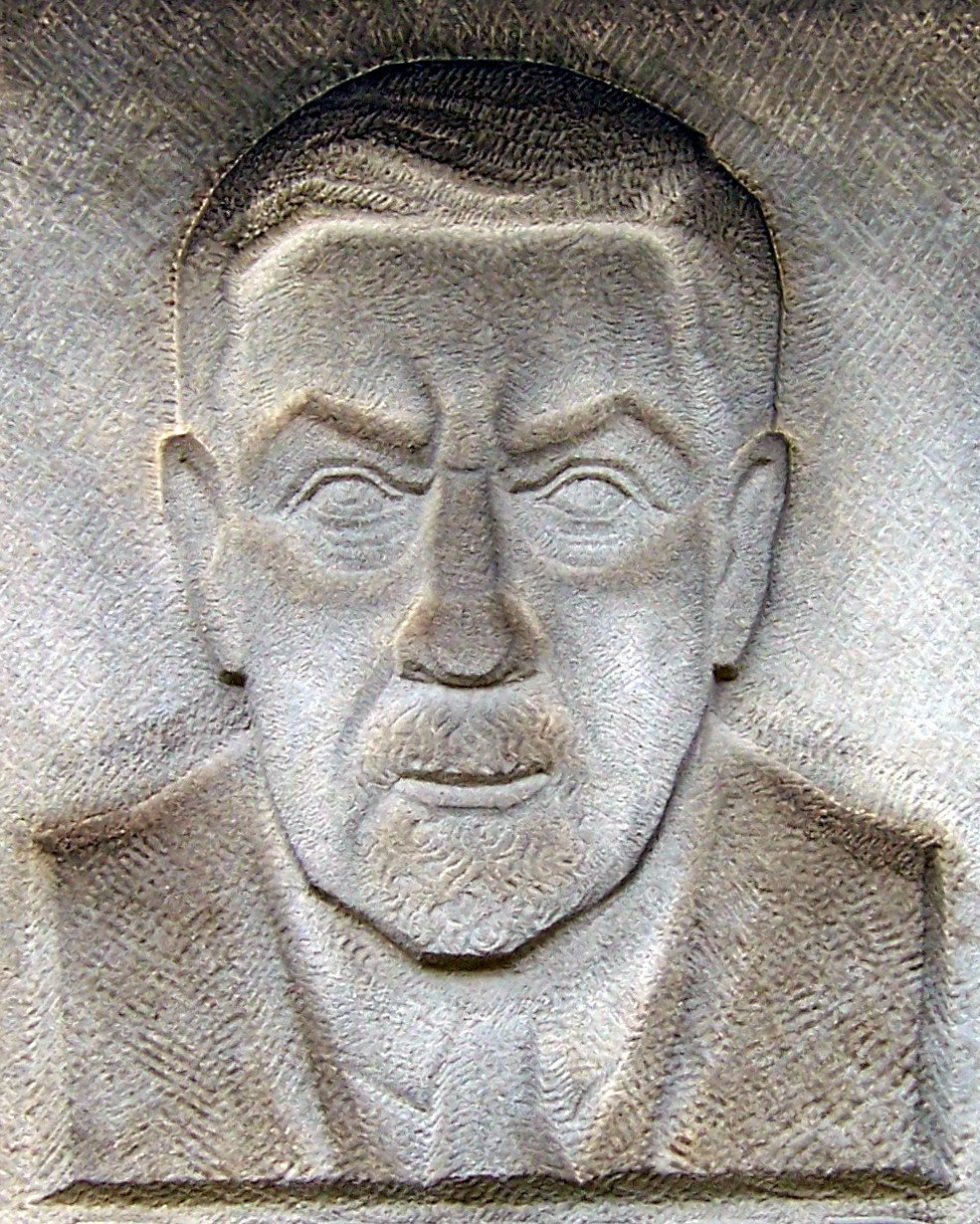
Richard Mollier (1863–1935)

- Mollier, Siegfried (1866–1954), deutscher Mediziner und Anatom
- Molligoda, Harriet, sri-lankische Badmintonspielerin
- Mollin, Bart (* 1981), belgischer Skirennläufer
- Mollin, Gert (1912–1976), deutscher Politiker (CDU), MdA
- Mollin, Henri (* 1958), belgischer Skirennläufer
- Mollin, Maurice (1924–2003), belgischer Radrennfahrer
- Mollinary von Monte Pastello, Anton (1820–1904), österreichischer Feldzeugmeister
- Mollináry, Gizella (1896–1978), ungarische Dichterin und Schriftstellerin
- Mollinedo, Rafael, mexikanischer Fußballtorhüter
- Mölling, Christian (* 1973), deutscher Politikwissenschaftler
- Molling, Claudius (* 1933), österreichischer Bildhauer und Restaurator
- Mölling, Georg Friedrich (1796–1878), deutscher Jurist und Politiker
- Mölling, Heinrich (1825–1888), deutscher Politiker, Oberbürgermeister von Kiel
- Molling, Jochen (* 1973), deutscher Eishockeyspieler und -trainer
- Mölling, Karin (* 1943), deutsche Virologin
- Molling, Karl Heinz (* 1972), italienischer Skicrosser und Skirennläufer
- Molling, Max (1834–1910), deutscher Kaufmann
- Mölling, Sandy (* 1981), deutsche PopsängerinSandy Mölling (* 1981)

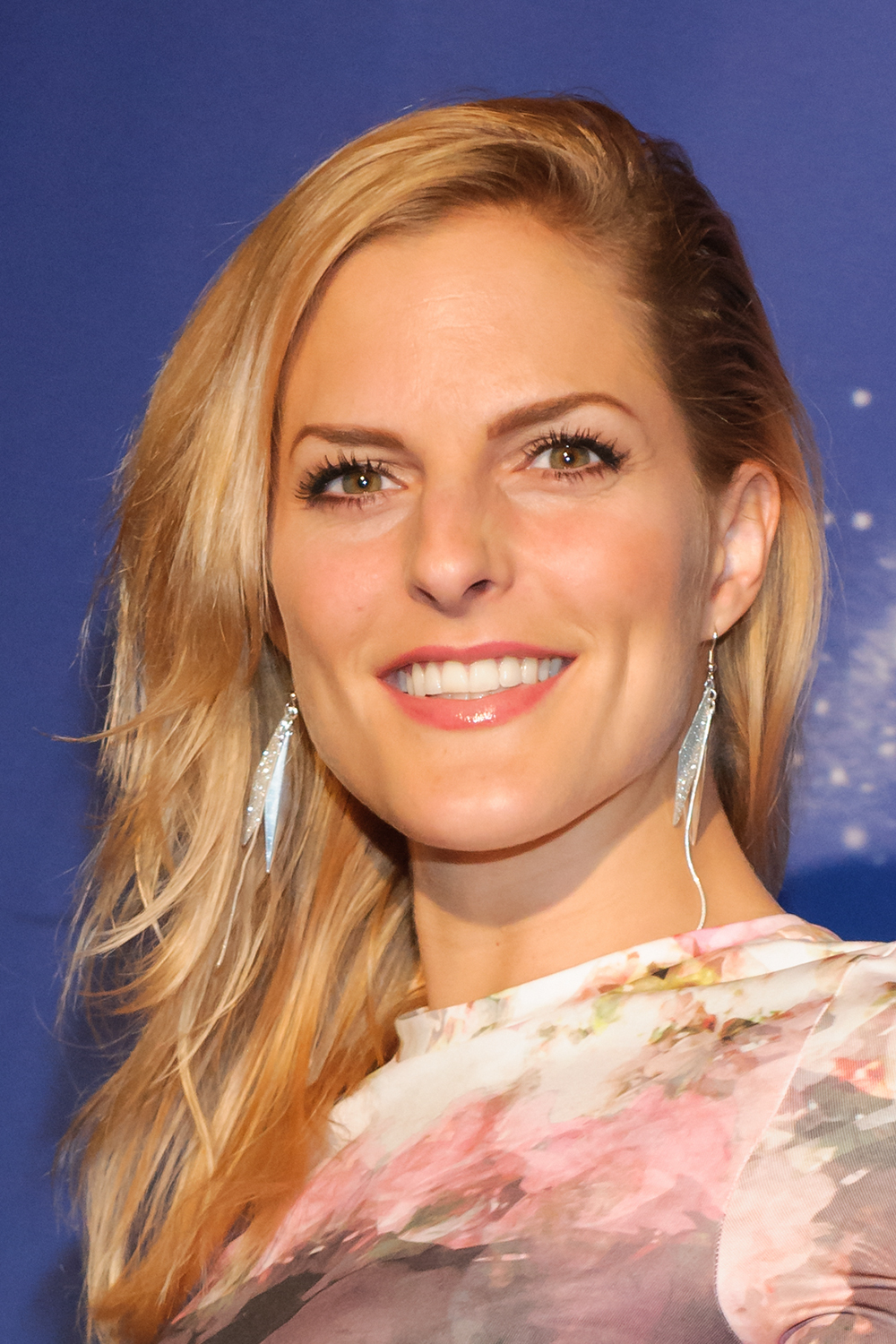
Sandy Mölling (* 1981)

- Möllinger, Christian (1754–1826), deutscher Uhrmacher
- Möllinger, David (1709–1787), deutscher Agrarreformer
- Möllinger, Franziska (1817–1880), Schweizer Fotografin und Daguerreotypistin
- Möllinger, Jakob (1811–1885), Landtagsabgeordneter Großherzogtum Hessen
- Möllinger, Johann Albert (1823–1906), Landtagsabgeordneter Großherzogtum Hessen
- Möllinger, Johann Jacob (1695–1763), deutscher Uhrmacher
- Möllinger, Johannes (1791–1836), Landtagsabgeordneter Großherzogtum Hessen
- Möllinger, Karl (1822–1895), deutscher Architekt, Autor, Architekturlehrer und Schulgründer
- Möllinger, Michael (* 1980), deutsch-schweizerischer Skispringer
- Möllinger, Otto (1814–1886), deutsch-schweizerischer Naturwissenschaftler, Kantonsschullehrer, Erfinder und Unternehmer
- Möllinger, Ulla, deutsche Filmeditorin
- Mollino, Carlo (1905–1973), italienischer Architekt und Designer
- Mollio, Giovanni († 1553), italienischer Reformator und Märtyrer
- Mollison, Bill (1928–2016), australischer „Vater der Permakultur“
- Mollison, James Allan (1905–1959), schottischer Flugpionier
- Mollison, Theodor (1874–1952), deutscher Anthropologe

### Mollm
- Möllmann, Amelie (* 2001), deutsche HandballspielerinAmelie Möllmann (* 2001)

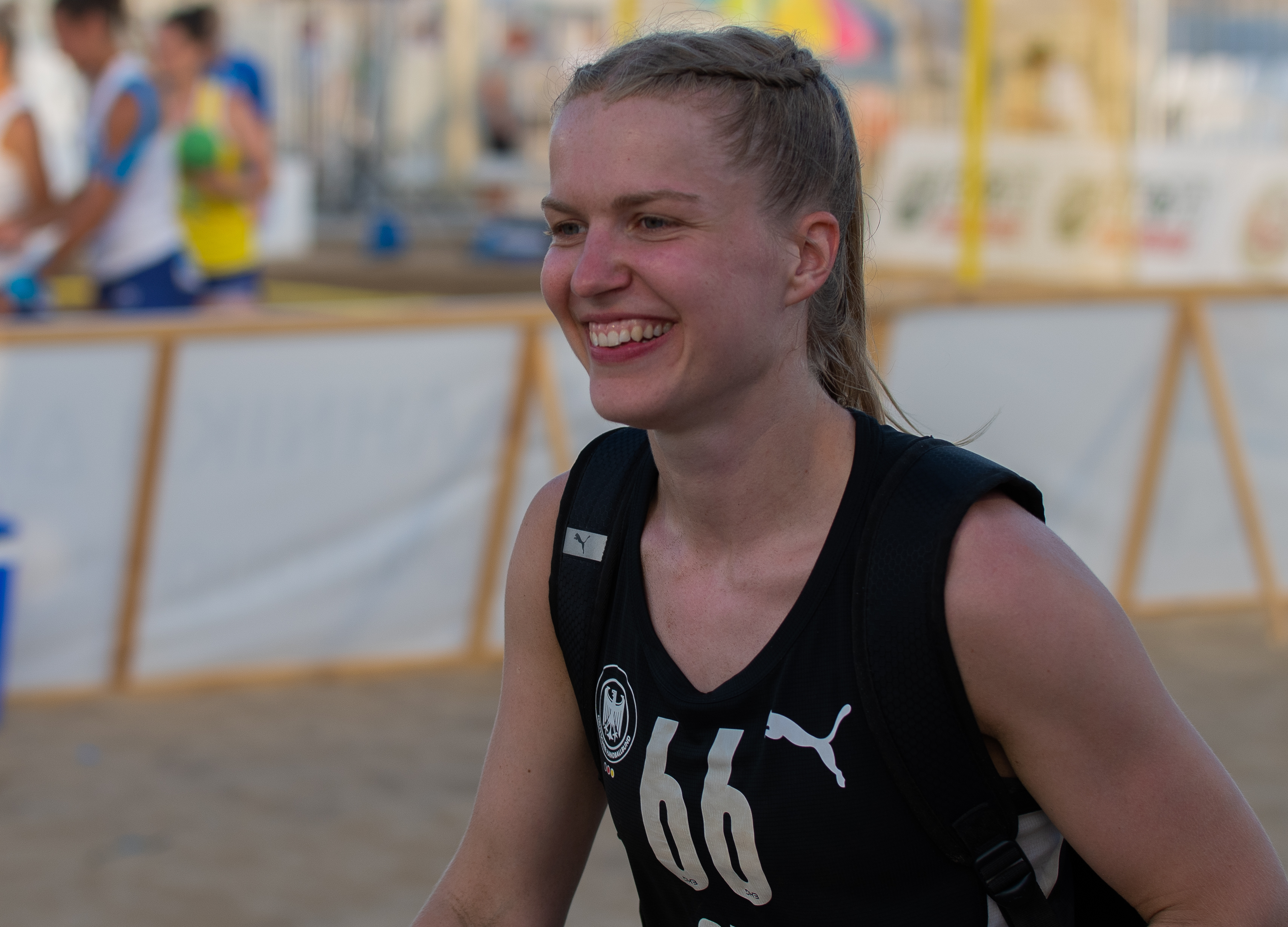
Amelie Möllmann (* 2001)

- Möllmann, Bernhard (1832–1897), deutscher Politiker
- Möllmann, Christian (* 1972), deutscher Big Brother Teilnehmer
- Möllmann, Ferdinand (1791–1854), deutscher Großhändler und Industrieller
- Möllmann, Gustav (1851–1919), deutscher Apotheker und Botaniker
- Möllmann, Klaus-Peter (* 1956), deutscher Physiker
- Möllmer, Tobias (* 1978), deutscher Kunsthistoriker

### Molln
- Mollnau, Karl A. (1933–2021), deutscher Jurist
- Mollner, Peter (1732–1801), österreichischer Baumeister

### Mollo
- Mollo, Andrew (* 1940), britischer Militärhistoriker
- Mollo, Ann (* 1933), britische Bühnenbildnerin und Gartendesignerin
- Mollo, Enrico (1913–1992), italienischer Radrennfahrer
- Mollo, John (1931–2017), britischer Kostümbildner und Autor
- Mollo, Tranquillo (1767–1837), italienischer Kunsthändler und Kunstverleger in Wien
- Mollo, Yohan (* 1989), französischer Fußballspieler
- Mollohan, Alan (* 1943), US-amerikanischer Politiker
- Mollohan, Bob (1909–1999), US-amerikanischer Politiker
- Mollov, Aldomir (* 1965), bulgarischer Opern- und Operetten-Sänger (Bassbariton)
- Mollow, Ali (* 1970), bulgarischer Ringer
- Mollow, Wladimir (1873–1935), bulgarischer Politiker
- Mollowa, Ljutwijan (1947–2020), bulgarische Speerwerferin
- Mollowitz, Günter (1920–2011), deutscher Chirurg und Hochschullehrer
- Molloy, Bobby (1936–2016), irischer Politiker
- Molloy, Bryan B. (1939–2004), britischer Chemiker
- Molloy, Gavin (* 2001), irischer Fußballspieler
- Molloy, Irene (* 1978), US-amerikanische Schauspielerin und Sängerin
- Molloy, Isobelle (* 2000), britische Musicaldarstellerin und Filmschauspielerin
- Molloy, Kieran (* 1998), irischer Boxer
- Molloy, Matt (* 1947), irischer Flötenspieler
- Molloy, Mike (* 1940), australischer Kameramann
- Molloy, Peter (1909–1993), englischer Fußballspieler, -trainer und -schiedsrichter
- Molloy, Ryan (* 1976), britischer Sänger und SongwriterRyan Molloy (* 1976)

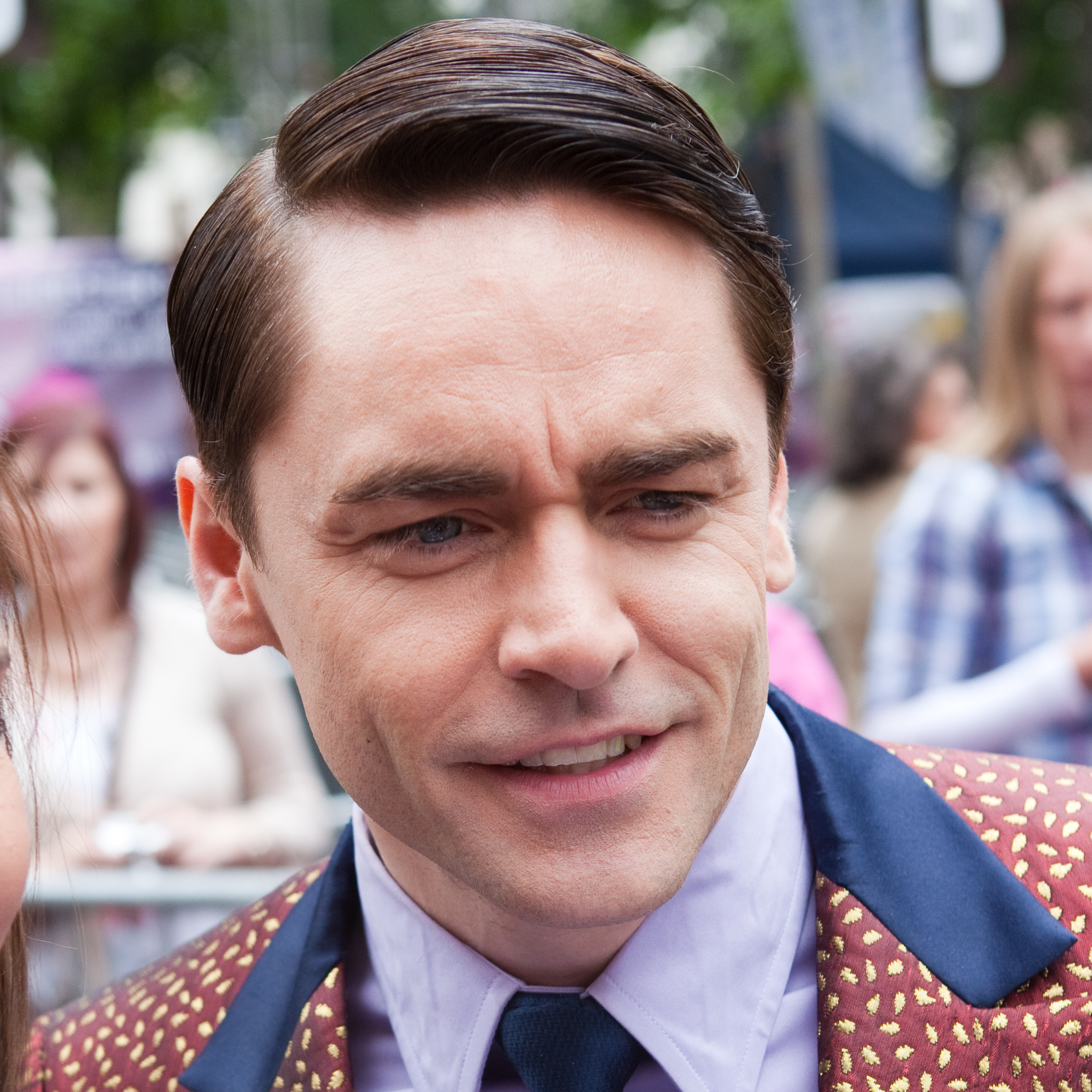
Ryan Molloy (* 1976)

- Molloy, Thomas Edmund (1884–1956), US-amerikanischer Geistlicher, römisch-katholischer Bischof von Brooklyn
- Molloy, William, Baron Molloy (1918–2001), britischer Politiker (Labour), Mitglied des House of Commons und Gewerkschafter

### Mollr
- Möllring, Eva (* 1955), deutsche Politikerin (CDU), MdB
- Möllring, Hartmut (* 1951), deutscher Politiker (CDU), MdL

### Molls
- Molls, Dan (* 1991), US-amerikanischer American-Football-Spieler und Canadian-Football-Spieler
- Molls, Michael (* 1944), deutscher Strahlentherapeut und Onkologe

### Mollw
- Mollweide, Carl Brandan (1774–1825), deutscher Mathematiker und Astronom
- Mollweide, Werner (1889–1978), deutscher Maler
- Mollwitz, Fritz (1890–1967), deutscher Baseballspieler
- Mollwo, Anna (1874–1952), deutsche Malerin
- Mollwo, Carl (1870–1929), deutscher Wirtschaftshistoriker, Volkswirtschaftler und Hochschullehrer
- Mollwo, Erich (1909–1993), deutscher Physiker
- Mollwo, Ludwig (1869–1936), deutscher Historiker und Hochschullehrer
- Mollwo, Ludwig Heinrich (1725–1782), Ratsherr der Hansestadt Lübeck
- Mollwo, Ludwig Wilhelm Heinrich (1832–1922), deutscher Pädagoge und Abgeordneter

### Molly
- Molly Spotted Elk (1903–1977), US-amerikanische Tänzerin, Schauspielerin und Schriftstellerin
- Molly, Hans (1902–1994), deutscher Ingenieur und Erfinder auf dem Gebiet der Hydraulik
- Molly, Wilhelm (1838–1919), deutscher Mediziner und Esperantoaktivist
- Mollyhus, Simon (* 1983), dänischer Badmintonspieler
- Mollyn, Nikolaus († 1625), Buchdrucker